# Aspectos económicos y logísticos de las guerras napoleónicas

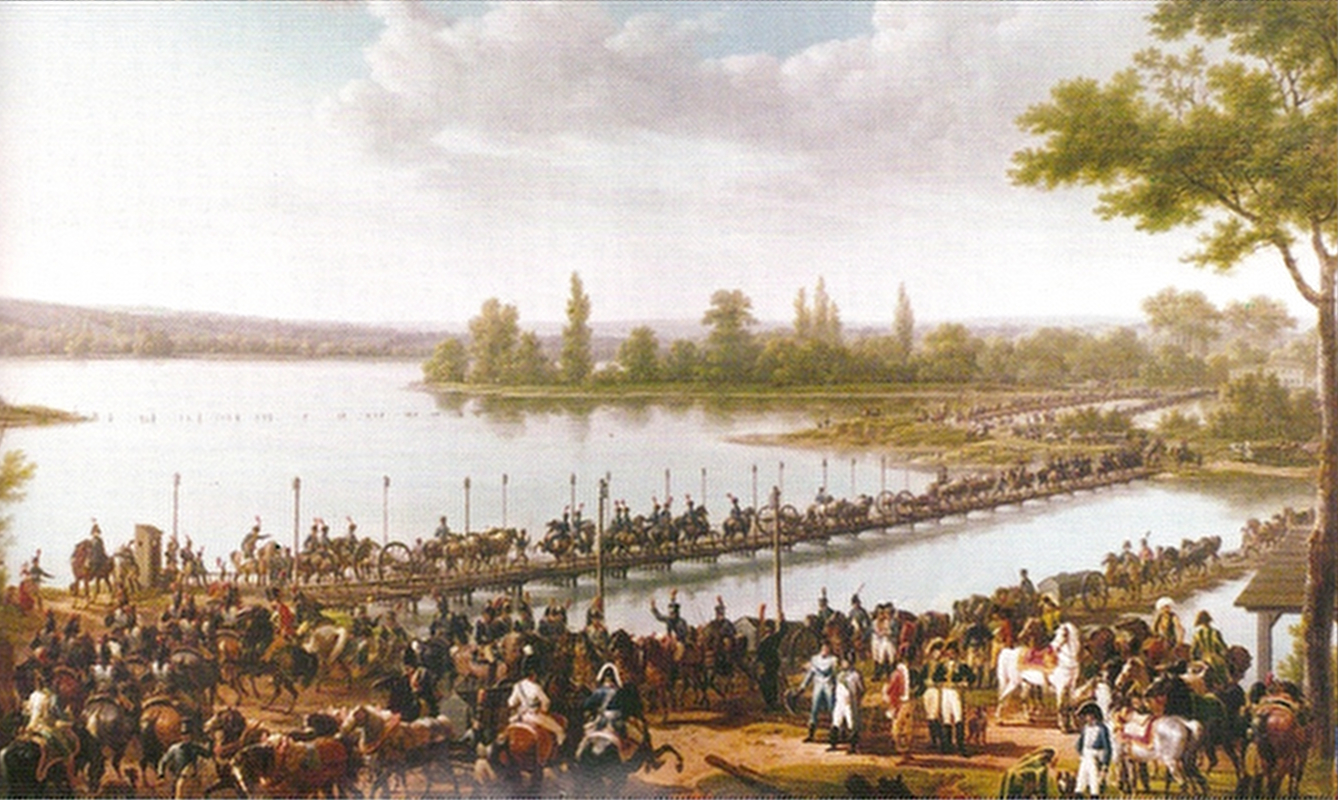
El ejército napoleónico en campaña, según Jacques Swebach.

Los aspectos económicos y logísticos de las guerras napoleónicas describen todos los factores económicos que contribuyeron a la gestión material —política económica, producción, etc.— y financiera —financiación de los gastos de guerra, etc. — de las guerras llevadas a cabo bajo el Consulado y el Primer Imperio, y por consiguiente las causas y consecuencias económicas de estos conflictos. También abarcan la gestión de los recursos industriales con miras a la producción de armas y equipo militar y la organización de estos últimos, así como la logística militar y la intendencia militar con miras al suministro de los ejércitos en campaña militar.
Durante cualquier conflicto a gran escala, la gestión de los recursos económicos y logísticos de los beligerantes para equipar y abastecer a sus fuerzas armadas es uno de los principales aspectos de la «conducción de la guerra», tanto como las tácticas y estrategias militares en los teatros de operaciones y los campos de batalla, y las guerras napoleónicas no fueron una excepción.
Napoleón se interesó personalmente por las cuestiones de logística y «economía militar» desde la época del Consulado y fue asistido eficazmente por Pierre Daru, Intendente General de la Grande Armée a partir de 1806, que ocupó varios puestos clave en la administración militar y la dirección de los ejércitos napoleónicos. Los dos hombres estuvieron en el origen de la reforma o de la organización de diferentes cuerpos y servicios encargados de estas misiones logísticas y administrativas como las de los «comisarios-coordinadores de guerra», los «inspectores de las revistas» o los servicios de trenes.
A principios del siglo XIX, que vio el comienzo de la Revolución Industrial, Francia, mucho menos involucrada en este proceso que su principal adversario el Reino Unido, tuvo que depender sobre todo de la artesanía y la pequeña industria, para el suministro de materiales y equipos a sus ejércitos. Con las conquistas militares del Consulado y del Imperio, además de las de la Revolución —en particular Italia y Bélgica—, casi toda Europa, voluntaria o involuntariamente, se vio involucrada hasta 1813 en el «esfuerzo de guerra» napoleónico, incluida su financiación mediante indemnizaciones de guerra impuestas a las naciones derrotadas.
En la víspera de la campaña rusa de 1812, el ejército de Napoleón alineó unos 690.000 soldados franceses y extranjeros. Aunque estas cifras siguen siendo «modestas» en comparación con los millones de hombres movilizados durante las guerras mundiales del siglo XX, armar, equipar y alimentar una fuerza armada de este tipo representó un considerable esfuerzo económico y logístico para la época.

## Napoleón y la economía de guerra
Los detalles de la fabricación de armas, el funcionamiento de las manufacturas de armas, el aumento de la producción, la mejora de la calidad de los productos fabricados preocuparon a Napoleón, desde el Consulado. La prueba de esta preocupación nos la dan los numerosos informes de inspección guardados en los Archivos Históricos de la Guerra en Vincennes.
—Jean Rousseau, La vie dans les manufactures d'armes

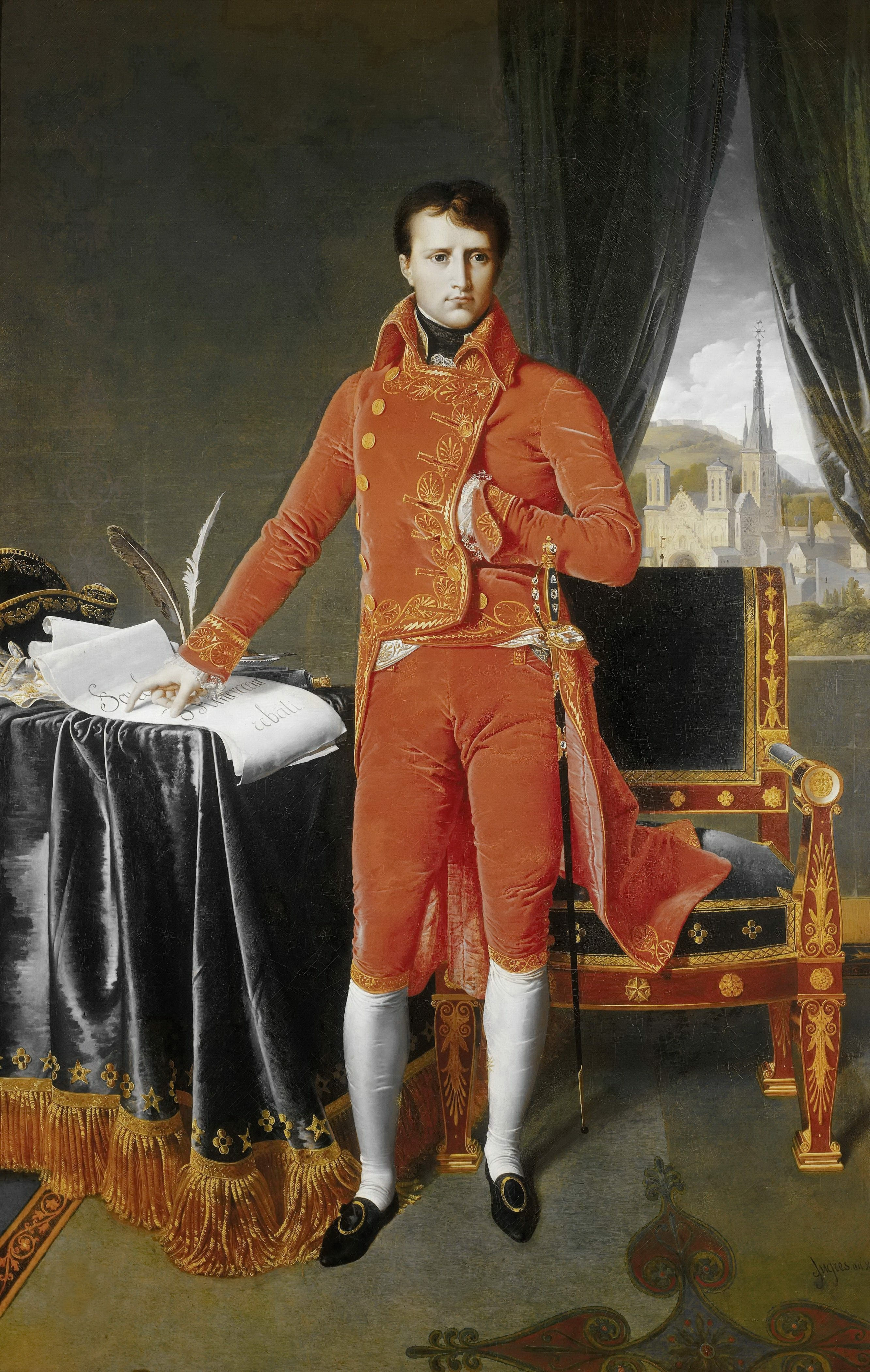
Bonaparte, Premier Consul, por Jean Auguste Dominique Ingres.

Europa en 1811. De azul más oscuro a más claro:
- Primer Imperio francés,
- Estados Satélites de Francia,
- Países en los que se aplicó el Bloqueo Continental.

Aunque Napoleón era un seguidor del dirigismo económico, que su ministro de Hacienda Nicolas François Mollien desaprobaba, Napoleón se inmiscuyó muy poco en la producción «industrial» militar, apoyándose en su ministro Pierre Daru, en quien tenía plena confianza y a quien elogiaba durante su exilio en la Isla Santa Elena. Esto no significa, sin embargo, que perdiera el interés en los aspectos económicos y logísticos de sus campañas militares y los asuntos de administración. Con el advenimiento del Consulado, Bonaparte marcó el comienzo de la era posrevolucionaria con una revisión general del sistema de armamento, ya que la producción a veces más o menos improvisada de la década de 1790 no siempre había sido satisfactoria y las armas de fuego ofrecían demasiados calibres —sobre todo en la artillería—. Muchas armas fueron así reemplazadas o modificadas en An IX (1800).
En la biografía dedicada a su padre Auguste François-Marie de Colbert-Chabanais, subrayó la atención al detalle y la «previsión sobrehumana», con la que Napoleón preparó sus operaciones: «en todo momento tuvo presente la situación de cada uno de sus cuerpos de ejército, los regimientos que los componían, el estado de su armamento, su equipo, su ropa, lo que había en los almacenes de zapatos, capotes, etc. [...]». Ansioso por toda la información que le aclarara sobre el estado real y la fuerza de sus tropas, escribió un día al príncipe Eugenio, quien le hizo llegar algunas bellas frases en un informe: «Envíenme declaraciones bien hechas de la situación; sepan que ninguna lectura es más agradable para mí».
Muchas preguntas o instrucciones relacionadas con estos aspectos de las operaciones militares se pueden encontrar todavía en su voluminosa correspondencia publicada a finales de siglo por orden de Napoleón III Bonaparte, con muchos decretos imperiales que también atestiguan esta preocupación por las cuestiones de economía militar. Así, en marzo de 1806 se promulgó un decreto imperial sobre la «subsistencia» del ejército y la organización de su distribución. En abril de 1815, en vísperas de la campaña belga, el emperador dio a su ministro de la guerra Louis Nicolas Davout varias órdenes relativas, en particular, a la fabricación de armas, y a la creación de depósitos y almacenes de armamento.
La importancia de los factores económicos y financieros en el contexto de una estrategia militar global tampoco pasó desapercibida para Napoleón y esto le inspiró a establecer el «sistema económico continental» en 1806, y en particular el bloqueo contra Inglaterra, el principal patrocinador de las coaliciones a las que tuvo que enfrentarse desde la época del Consulado en el marco de la Segunda Coalición (1798-1802). Sin embargo, a diferencia de su rival, no podía confiar en un imperio colonial para apoyar su esfuerzo bélico, siendo el único beneficio que pudo obtener del «espacio colonial francés» de la época el resultado de la venta de Luisiana (Nueva Francia) a los Estados Unidos el 30 de abril de 1803 por la suma de 80 millones de francos.

## Industria militar a principios delsigloXIX

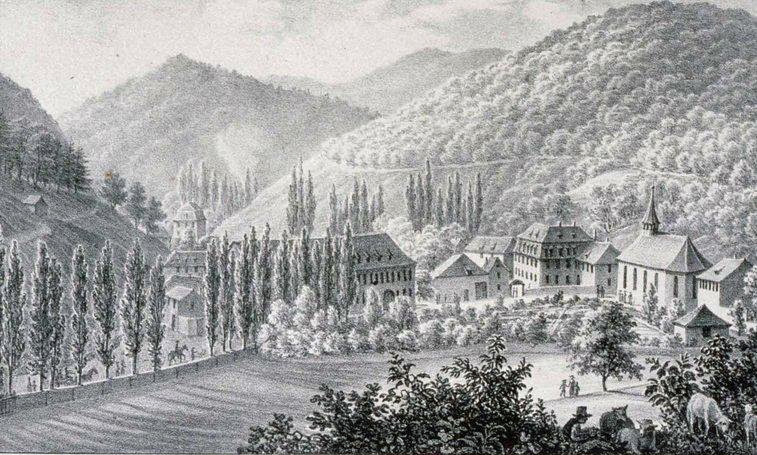
La fábrica de armas de Klingenthal (Bajo Rin) en 1830. La industria armamentista francesa no evolucionó de manera significativa bajo el Primer Imperio, a pesar de las enormes necesidades de armas de los ejércitos de Napoleón, ya que las incautaciones en tiempo de guerra complementaron la producción nacional en términos de cantidad.

A finales del siglo XVIII y principios del XIX, la industria metalúrgica francesa «era una industria de baja producción, con una producción mediocre y procesos muy rutinarios. Con raras excepciones, la producción estaba muy dividida, con un gran número de fábricas especializadas en un tipo particular de fabricación o procesamiento. En resumen, la industria conserva la estructura y la forma de la fabricación en pequeña escala, en el hogar o dispersa».
Con el advenimiento del  Primer Imperio, las «fábricas nacionales de armas» —en su mayoría antiguas «fábricas reales»— se convirtieron en las «fábricas imperiales de armas» con, —para las armas blancas— la famosa fábrica de  Klingenthal, que alcanzó su punto álgido durante el Imperio, empleando a más de 600 trabajadores, y para las armas de fuego, la fábrica imperial de Versalles, que también producía armas blancas, la fabricación de armas de Saint-Etienne, las de Charleville, Tulle, Maubeuge, Mutzig, Roanne, Culemborg, Lieja (Departamentos unidos) y más tarde la de Châtellerault. Las piezas de artillería fueron fundidas en la fundición de Douai, en Le Creusot, en la fundición de Indre y en la fundición de Lieja establecida por el Primer Consulado  en 1803. La industria de guerra trabajaba bajo la supervisión del Ministerio de Armamento y Fabricación de Guerra.

### Armas de fuego individuales

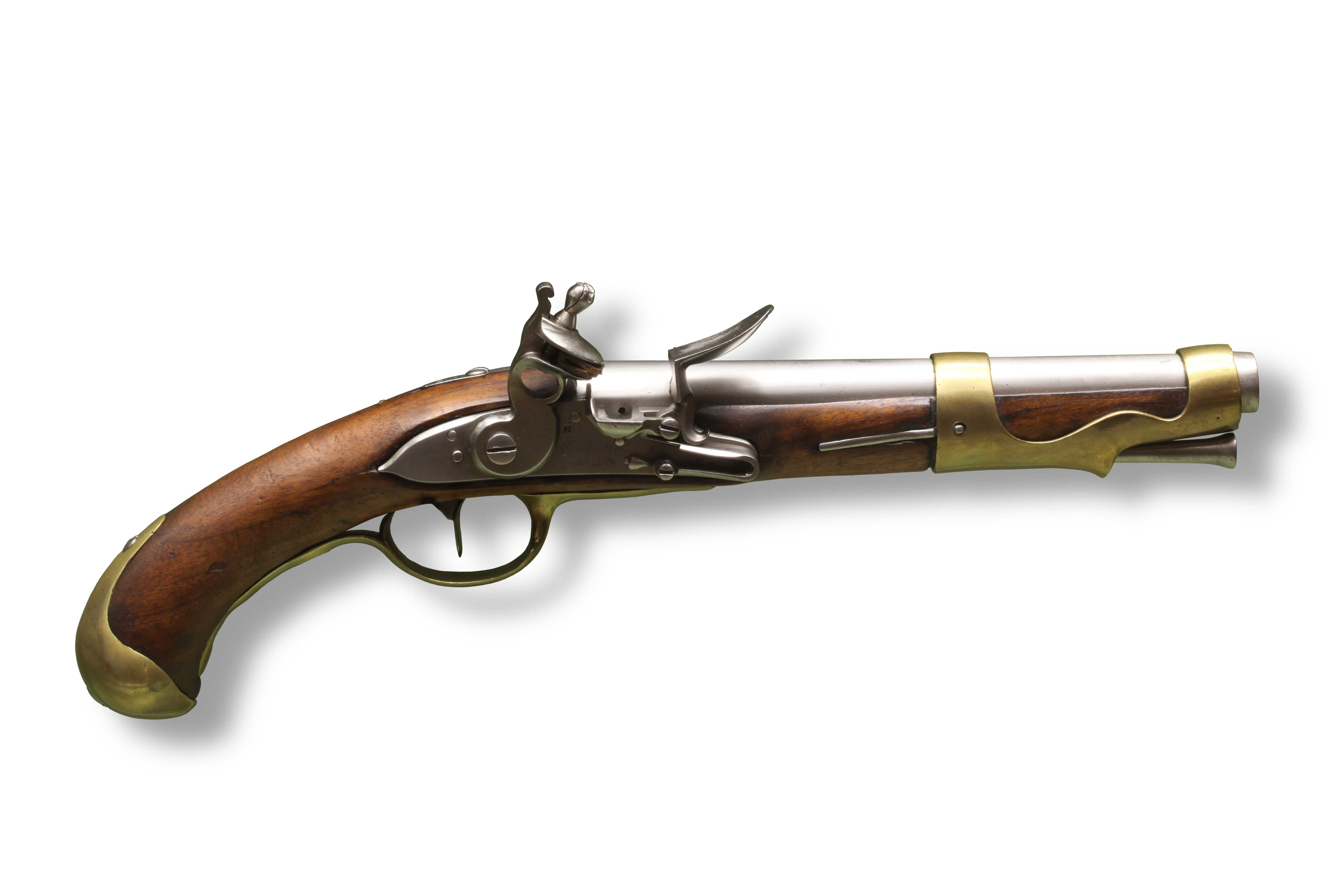
Pistola de caballería, modelo 1766, fabricado hacia 1800-1810 por la manufactura de Charleville.

Francia, a principios del siglo XIX, no había emprendido todavía, en sentido estricto, la revolución industrial ya iniciada en Inglaterra, y «el paisaje industrial sigue estando marcado más por los pequeños talleres que por las fábricas»: así, la Manufacture d'armes de Charleville-Mézières estaba compuesta por varios talleres dispersos en la región de Charleville, en diferentes ciudades del valle del río Mosa o en el fondo del valle del Goutelle. En la armería de Lieja, una de las más famosas e importantes de la época y que estuvo al servicio del esfuerzo bélico francés tras la segunda anexión francesa de los Estados belgas, «no había prácticamente ningún armero propiamente dicho, sino trabajadores que se dedicaban a tareas repetitivas en casa, en pequeños talleres, a menudo simples habitaciones equipadas con un mirador, produciendo cada uno de ellos una pieza específica desde el amanecer hasta el atardecer». La fabricación de armas se organizó en una cascada de subcontratación que «comenzó con el fabricante (que no fabricaba nada) pero recibía un pedido de un príncipe o un país, el cual confió la fabricación de los cañones a los herreros que se encargaban de la soldadura del cañón y que subcontrataban a los amoladores, luego a los taladradores, al banco de pruebas y finalmente a los bruñidores antes de entregarlo a los armeros. El armero también subcontrató la producción de diversos elementos a los carpinteros, a los artilleros el mecanismo de disparo, que también subcontrataron cada pieza a los limadores... trabajando «a ojo», es decir, copiando sobre un modelo encargado por el «fabricante», la mayoría de las veces a petición de un armero o de un fabricante extranjero, sin calibre ni  estándar. La primera normalización (relativa) vendrá con la solicitud francesa de fabricación del modelo 1777 que impondrá una norma de recepción. Este último hizo que una gran parte de la industria armamentística cruzara un umbral tecnológico».

### Artillería

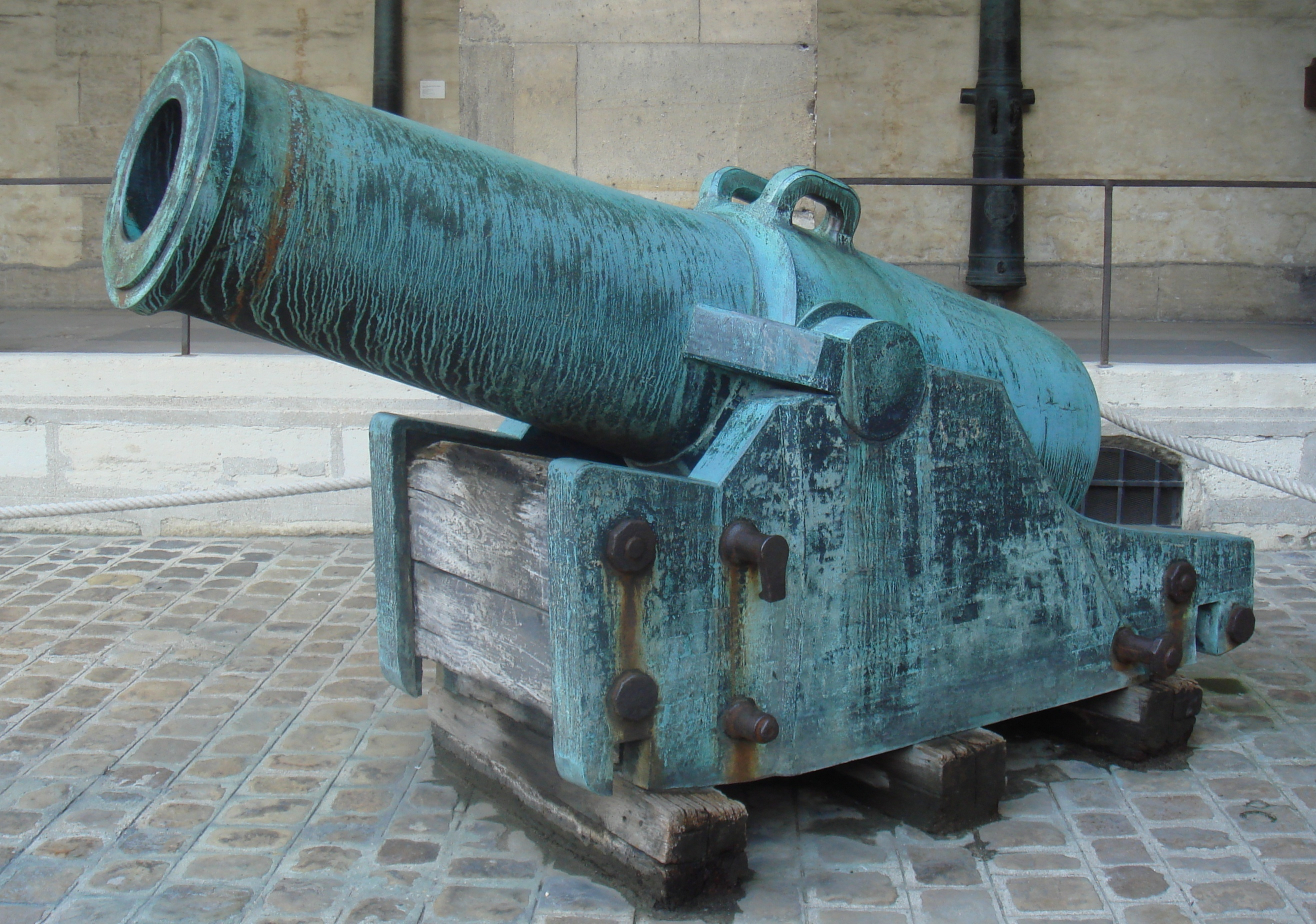
Sistema de obús de 11 pulgadas An XI (1810).

Desde finales de la década de 1770, la artillería francesa se había organizado según el sistema establecido por Jean-Baptiste Vaquette de Gribeauval. Además de las ventajas estrictamente militares, el «sistema Gribeauval» permitía también una cierta normalización en la fabricación de las piezas de artillería, lo que aumentaba la cantidad y la calidad de las piezas producidas. El sistema también asegura una estandarización de los calibres, lo que nuevamente ayudaba a racionalizar la producción y el suministro, Este equipo estaba disponible cuando estalló la guerra en 1792, pero rápidamente se volvió insuficiente y, a pesar de la actividad algo irregular que cubría el territorio nacional con fábricas, fundiciones y arsenales improvisados, los ejércitos franceses dependían entonces, para su abastecimiento, de la toma de provisiones del enemigo. En 1803, tras los estudios realizados por el «Comité de Artillería» que se instituyó el 29 de diciembre de 1801, presidido por el general François Marie d'Aboville, Napoleón decidió simplificar el sistema de Gribeauval limitando todavía más el número de calibres utilizados. Ese mismo año estableció la fundición de cañones de Lieja, que se especializó, en particular, en la producción de piezas de artillería naval y costera. La artillería inglesa que introdujo el uso de la Shrapnel en España, Napoleón, un artillero entrenado, puso a prueba este nuevo tipo de munición tras la captura de los armones británicos.
En 1794, Gaspard Monge publicó una Description de l'art de fabriquer des canons : faite en exécution de l'arrêté du Comité de salut public, du 18 pluviôse de l'an II de la République française, une et indivisible («Descripción del arte de la fabricación de cañones: realizada en ejecución del decreto del Comité de Salvación Pública, del 18 pluviôse del año II de la República Francesa, una e indivisible»). En esta obra técnica, el autor describe con gran precisión la fabricación de las piezas de artillería en la época de las guerras napoleónicas, desde la fundición de los metales destinados a su fabricación — hierro para la artillería naval y bronce, más ligero, para los cañones del ejército — hasta el banco de pruebas antes de la recepción de las piezas, pasando por la fabricación de los polvos del lavado, de los suelos de salitre, destinados a extraer esta sal que constituye la base de la pólvora negra. Al igual que en las armas individuales, las piezas están hechas de un modelo de latón suministrado al fabricante. «El trabajo de las fundiciones de cañones consiste principalmente en: 1°. hacer los moldes; 2°. hacer funcionar los hornos y verter las piezas; 3°. perforar; 4°. perforar la luz y reparar las imperfecciones de la fundición; 5°. finalmente, las visitas y pruebas que pueden asegurar la función de las piezas».
La fundición de las piezas se hace sobre la base de dos tipos de moldes. El sistema más antiguo y largo es el del molde de arcilla, que requiere la fabricación de un molde maestro centrado en una varilla de madera alrededor de la cual se realiza la forma del tubo en heno y arcilla y es de un único uso ya que debe ser destruido antes de que el metal sea fundido. El otro, más moderno y productivo, es el molde de arena, que utiliza para el maestro un conjunto de piezas desmontables y reutilizables. Las piezas adjuntas, como las asas para las piezas de tierra o el botón de cierre —bola situada en la parte posterior del cañón—, se atornillan en los moldes del toneles. A continuación se funden las piezas «sólidas» y se perforan los tubos, girando el tonel en torno a un taladro fijo, un sistema más preciso desarrollado por el mecánico suizo Jean Maritz, que garantiza que el núcleo de la pieza esté perfectamente centrado y escariado, recargándose inmediatamente las limaduras de bronce en el horno mientras que las limaduras de hierro tienen que volver a fundirse. Luego viene la perforación de la «luz», el agujero a través del cual se dispara la carga de pólvora. Las piezas se inspeccionan y pasan al «banco de pruebas» donde se comprueba su resistencia a la pólvora antes de su recepción.
|                                 |
| Fabricación de un molde maestro |

|                                                                                     |
| Horno reverberatorio, en la parte inferior un cañón «lleno» antes de la perforación |

|                            |
| Perforación de los cañones |

|                                            |
| Máquina para perforar la luz de las piezas |

### Armas blancas y ceremoniales
Hubo el mayor desorden en el campo de las armas blancas durante la Revolución. Napoleón Bonaparte, entonces Cónsul, decidió no únicamente reorganizar la fabricación, sino también fijar un modelo de sable para su caballería. El sable An IX parece estar directamente inspirado en el sable que equipó a los Gardes du Corps (Guardias del Cuerpo) y a los Grenadiers à Cheval (Granaderos a caballo) de la Casa del Rey en 1786. Esto se verificaría a través del modelo que el fabricante Liorard —artesano parisino e importante productor de armas blancas durante la Revolución— de París propone a la Comisión de armas del año VIII —comisión organizada a iniciativa del General Gassendi, entonces Jefe de la División de Artillería del Ministerio de Guerra— y que será aceptado por las Comisiones del año IX [...] 15.199 unidades saldrán de las fábricas.
Site historique du 7e cuirassiers, Les sabres de cuirassiers

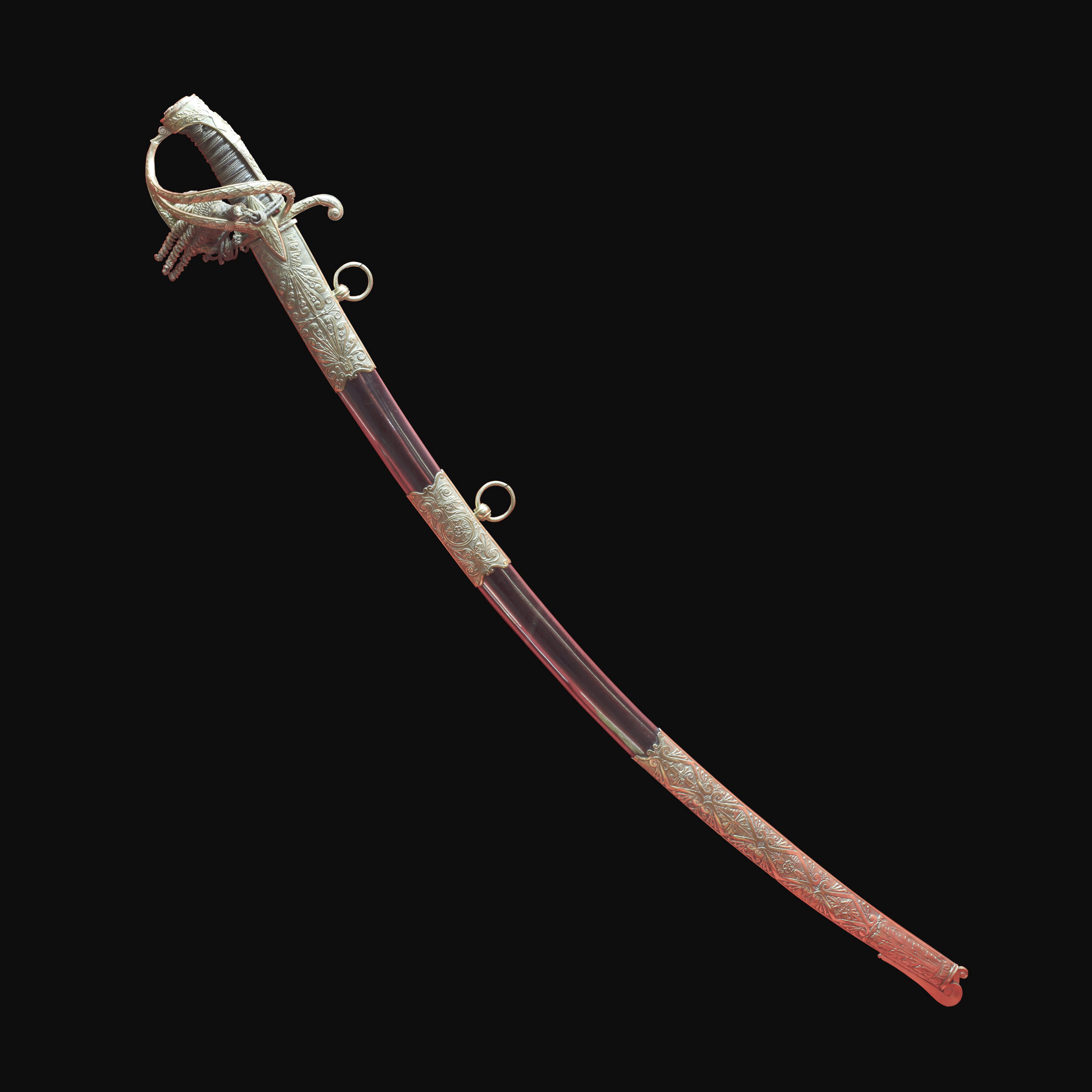
Sable ceremonial de oficial de húsar.

Creada en 1730 por orden de Luis XV, la Fábrica de Armas Klingenthal de Alsacia fue el principal proveedor de este tipo de armas a los ejércitos franceses durante la Revolución y el Primer Imperio: en la época imperial, la «fábrica de pueblo» contaba con no menos de cuarenta forjas. Los hermanos Jacques y Julien Coulaux eran sus directores. En 1803, Julien Coulaux se hizo cargo de la administración en nombre de su hermano que creó la fábrica de armas de fuego de Mutzig. En 1804, la fábrica de Klingenthal  se convierte en la Manufacture Impériale d'armes blanches.
El 7 de octubre de 1793 se creó un primer taller de armas en Versalles, que se convirtió en la fábrica de armas de Versalles el 1 de febrero de 1794. Sin embargo, Nicolas-Noël Boutet fue nombrado por el Consejo de Administración Directeur Général des Manufactures d'armes et Ateliers des réparations de France el 19 de noviembre de 1798, y se encargó principalmente de la administración de la manufactura. Durante el período imperial, «la Manufactura Imperial de Versalles, que originalmente producía armas de guerra, se especializó en la producción de armas de lujo, destinadas principalmente a la recompensa de «oficiales distinguidos» y en particular sables ceremoniales». «Estas últimas se mecanizarán con tal precisión en los adornos, en el cincelado, en el chapado en oro, en sus referencias históricas que estas armas se convertirán en obras maestras. De hecho, Nicolas-Noël Boutet recurrirá a maestros orfebres para obtener piezas de inmensa elegancia, ya que sus acabados serán muy meticulosos. El emperador Napoleón I, adjunto a sus ejércitos, honrará el trabajo de esta Manufactura».

### Efectos y suministros militares

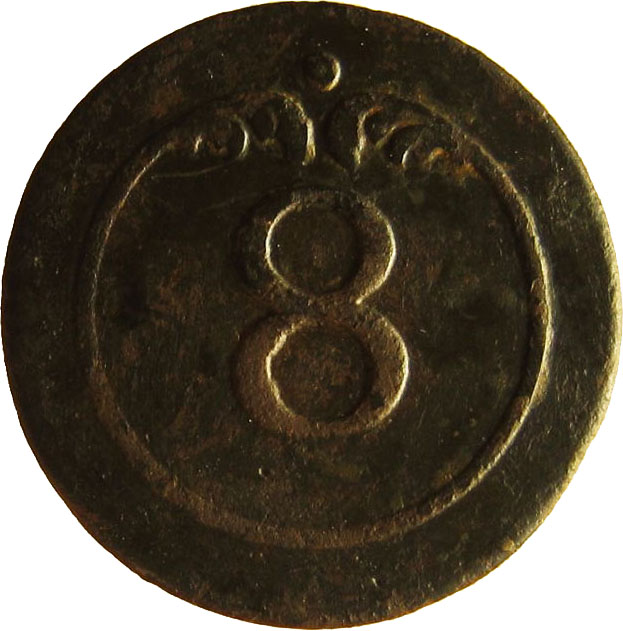
Botón del uniforme del 8.º regimiento.

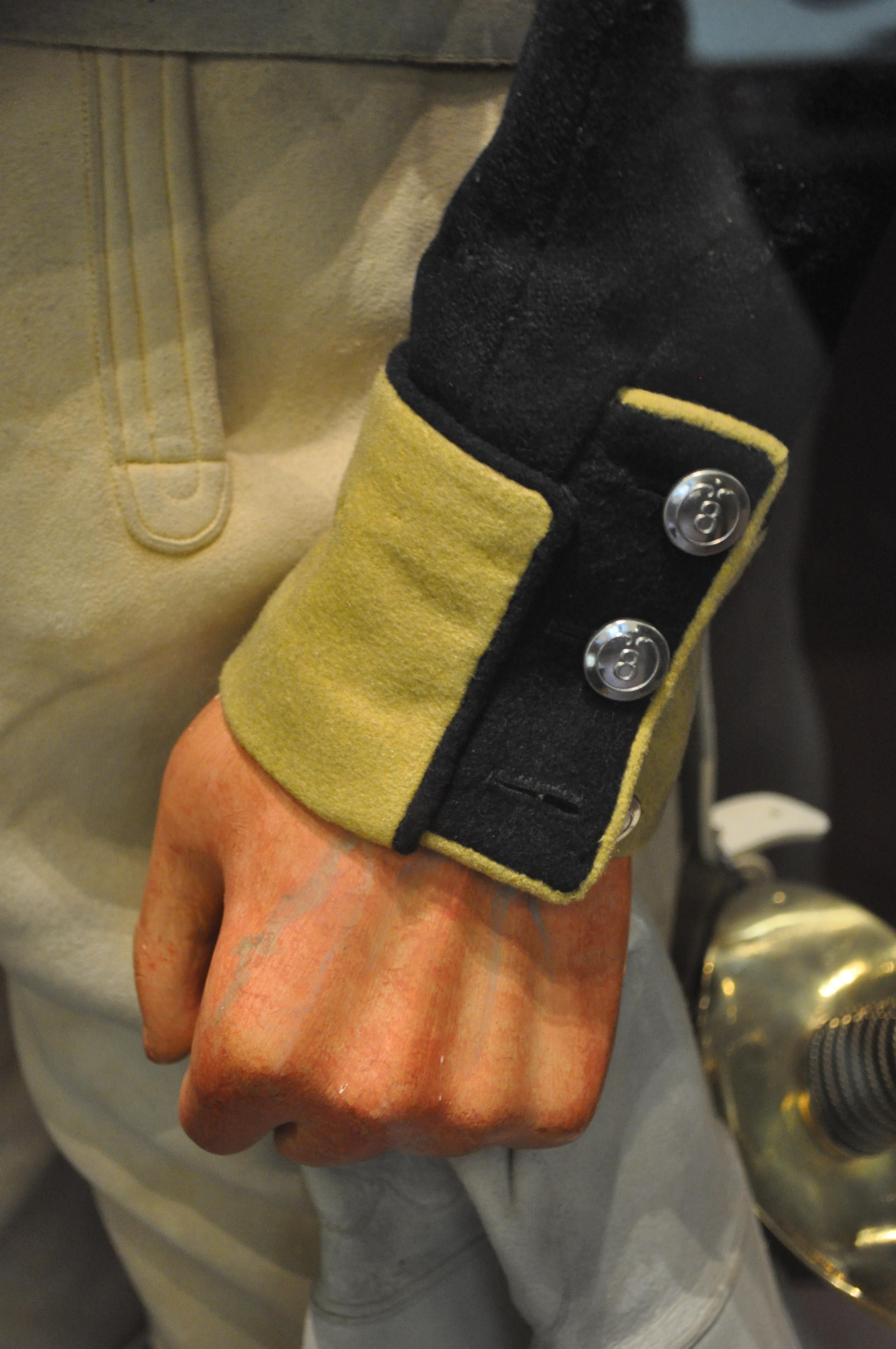
Detalle de los puños de las mangas: botones y pasamanería de un uniforme del 8.º regimiento de coraceros.

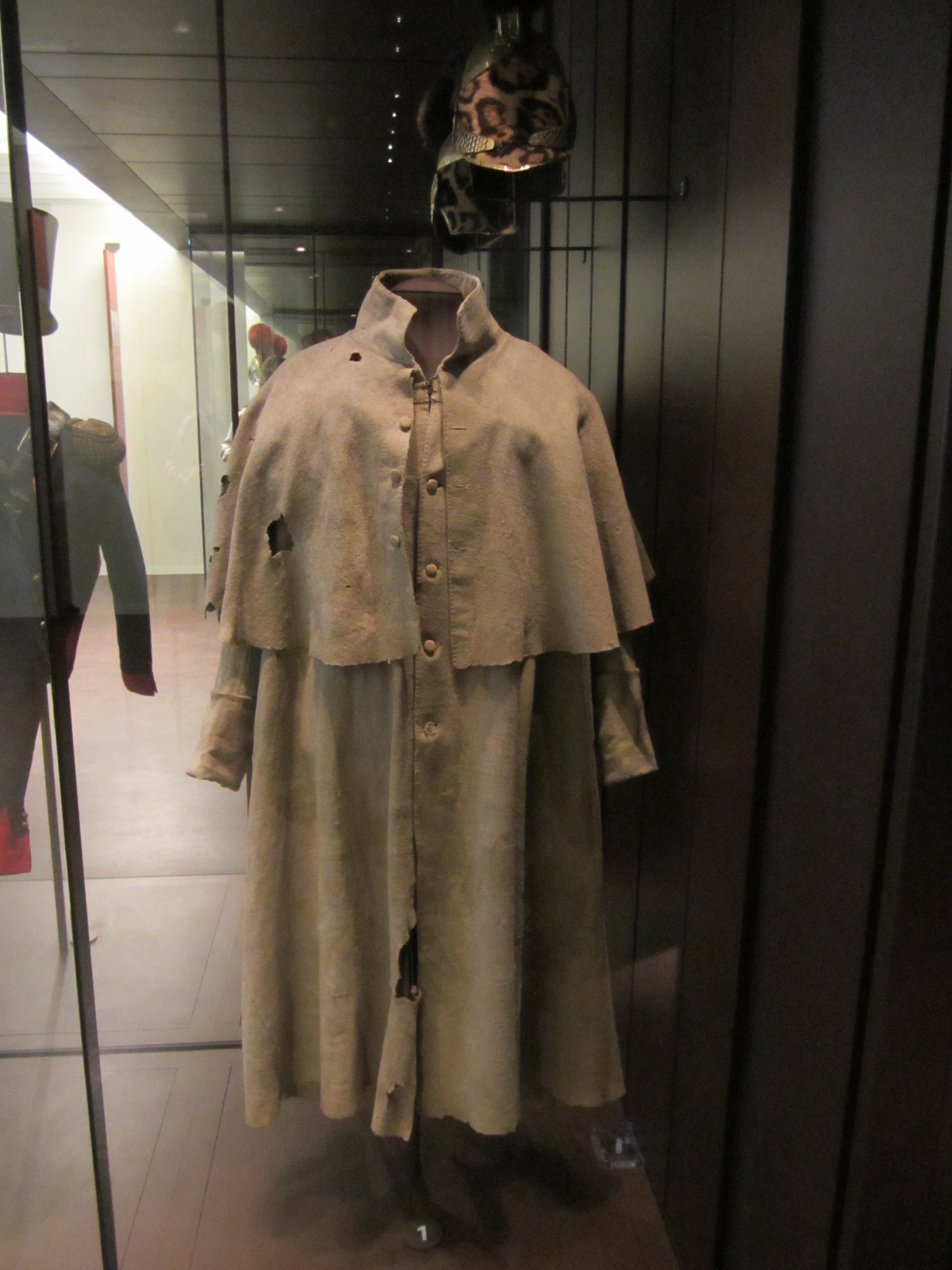
Abrigo de caballería y casco de los dragones.

Los efectos militares son todas las piezas de ropa y equipo personal —marroquinería, mochila, etc.— que componen el  uniforme de un soldado.
El suministro y la fabricación de uniformes y efectos militares a cargo de los depósitos de las unidades, que trabajaban en sus propios talleres y con la artesanía y la pequeña industria civil —en particular los fabricantes de telas, sastres, botoneros y mercería—, permitían tanto el desarrollo de pequeños fabricantes locales como un auténtico comercio nacional de artículos militares.
La historia de la Compañía de Reserva Departamental de Puy-de-Dôme, estudiada por el historiador local Fabien Pacaud, da una idea de cómo funcionaba el suministro de artículos militares a los ejércitos. «En lo que respecta al equipamiento que debe suministrarse a los hombres, el Prefecto recibió instrucciones del Ministro de Guerra en el 3er termidor del año XIII (22 de julio de 1805), confió esta misión a un antiguo soldado retirado de Clermont-Ferrand, el capitán Lallemand, que se puso en contacto con las compañías de todo el Imperio que podían suministrar el equipamiento para la compañía». Las necesidades de equipo militar de las Prefecturas, responsables de establecer estas unidades de reserva y depósito, «hicieron el negocio de los vendedores por correspondencia que ofrecían sus productos dejando folletos, enviados por correo o quizás por un vendedor ambulante. La empresa, teniendo a lo largo de su existencia una necesidad de nuevos equipos, no dejó de ser objeto de estos anuncios. Así, recibió ofertas por correo impreso de la compañía Janillion et Cie, con sede en la rue Saint-Honoré de París, para el suministro de todo el equipo de los caballos de los oficiales de todas las armas y de la gendarmería, así como para la ropa y el equipo de las compañías de reserva departamentales. También recibió la oferta para todo el equipo militar de la fábrica de Pierre Sébastien Perrelle, rue de la Coutellerie, n.º 10, en París [...] para todo el equipo importante la compañía no podía encontrar fábricas locales y tuvo que recurrir a las de París, por lo que un tal David de París suministra 115 cartucheras con su puerta de gibernación, otras tantas correas para armas, 16 arneses, dos collares de tambor, uno de los cuales tiene una placa, una mochila, un cuello de lino forrado y una escarapela de charol. Otro comerciante parisino, Bellanger Boisselier, suministró los tambores y la librería: dos cajas de cobre montadas en piel de becerro, con sus palos, doce libros de teórica en dos volúmenes, dos libros de contabilidad y tres libros de reglamentos de servicio.»
Concerniente al pequeño equipamiento, Pacaud precisa:

El pequeño equipo está mucho más disponible en la capital de Auvernia. Botones, grapas, hebillas, zapatos, calcetines de lana, polainas, cuellos negros, bolsas de lona y camisas son aparentemente suministrados por empresas de Clermont [...] El gran número de contratos adjudicados subraya la presencia en Clermont de una abundancia de pequeños artesanos. Con el fin de apoyar la actividad económica de su departamento, y tal vez también para reducir los gastos de envío, el Prefecto —asistido por el Capitán Lallemand— dejó el mercado principalmente a los artesanos de Clermont. Así pues, se hicieron muchos pedidos: sábanas —azul celeste, amanecer, blancas...—, aunes(unidad de longitud antigua francesa aprox. 120 cm) de tela, géneros de punto, galones, calzoncillos de tela para los suboficiales, trajes completos, sombreros, gorras de policía, polainas, botones de todo tipo [...] En otras palabras, los suministros para la nueva compañía constituían un mercado importante, aunque solamente fuera por estos diversos efectos textiles, la Prefectura pagó 10.879,68 francos. Estas sumas fueron, por así decirlo, reinvertidas en la sociedad y el comercio local.

#### Uniformes

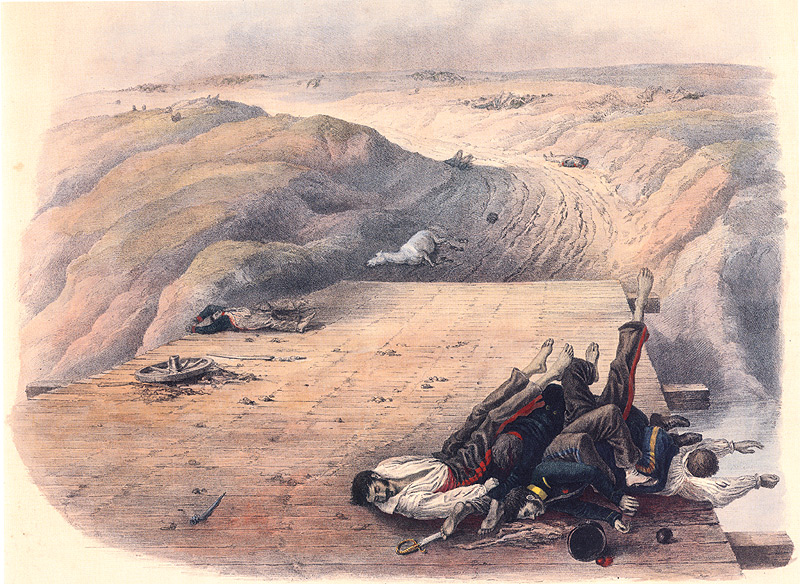
Soldados de la Grande Armée despojados de su equipo. Bajo el lema «La necesidad como ley», los soldados no dudaron en recuperar las armas y el equipo de los cadáveres y los prisioneros para reemplazar el equipo gastado, dañado o perdido.

Durante el Primer Imperio, el tamaño y la confección de los uniformes de las tropas se realizaba principalmente a través de dos subsidiarias: «en el depósito del regimiento por un organismo comercial especializado adscrito al estado mayor o por sastres civiles bajo contrato con el ejército... Cada junta directiva [del regimiento], con la aprobación del coronel, contrata a los fabricantes. Los colores de las telas se fijaron por decretos y órdenes, y los precios fueron fijados por la Administración General de la Guerra. En marzo de 1810, debido a la dispersión de batallones y escuadrones del mismo regimiento, el Emperador decidió agrupar los suministros en almacenes estatales repartidos por toda la extensión del inmenso territorio bajo su autoridad».
Debido a los problemas prácticos que entrañaba la aplicación de esta medida, «Napoleón, en octubre de 1811, volvió a autorizar a las juntas directivas de los regimientos a adjudicar contratos, limitándolos a la fabricación de doscientos uniformes, siendo el resto entregado por los almacenes del Estado». El suministro de telas, tejidos y pasamanerías se realizaba en las tiendas del regimiento. «Allí se usaban o se enviaban a los batallones o escuadrones de guerra en el pequeño depósito donde se encontraba la junta directiva del regimiento... Al recibir estos textiles, viajando en paquetes marcados, un miembro de la junta directiva del regimiento ... el subinspector de revisiones y el comisionado de guerra del lugar comprueban la calidad de la tela […] Con el bloqueo y los suministros cada vez mayores, la calidad de las telas utilizadas tiende a ser cada vez más pobre, ya que los fabricantes tiran de la tela para aumentar la producción». Esta situación dio lugar a disputas cada vez más frecuentes: «En general, los textiles se rechazan porque no corresponden a las muestras enviadas. Son de mala calidad: mal teñidos y débiles para la confección de uniformes».
«Después de que los regimientos hayan aceptado las materias primas, los trabajadores del regimiento comienzan a trabajar... Las prendas se hacen según patrones y modelos proporcionados por el cuartel general... en tres tallas: pequeña, mediana y grande. Pueden reajustarse después y según los deseos del coronel. Para los suboficiales, la ropa se hace por sastres de regimiento, a medida y con una tela más fina y de mejor calidad».

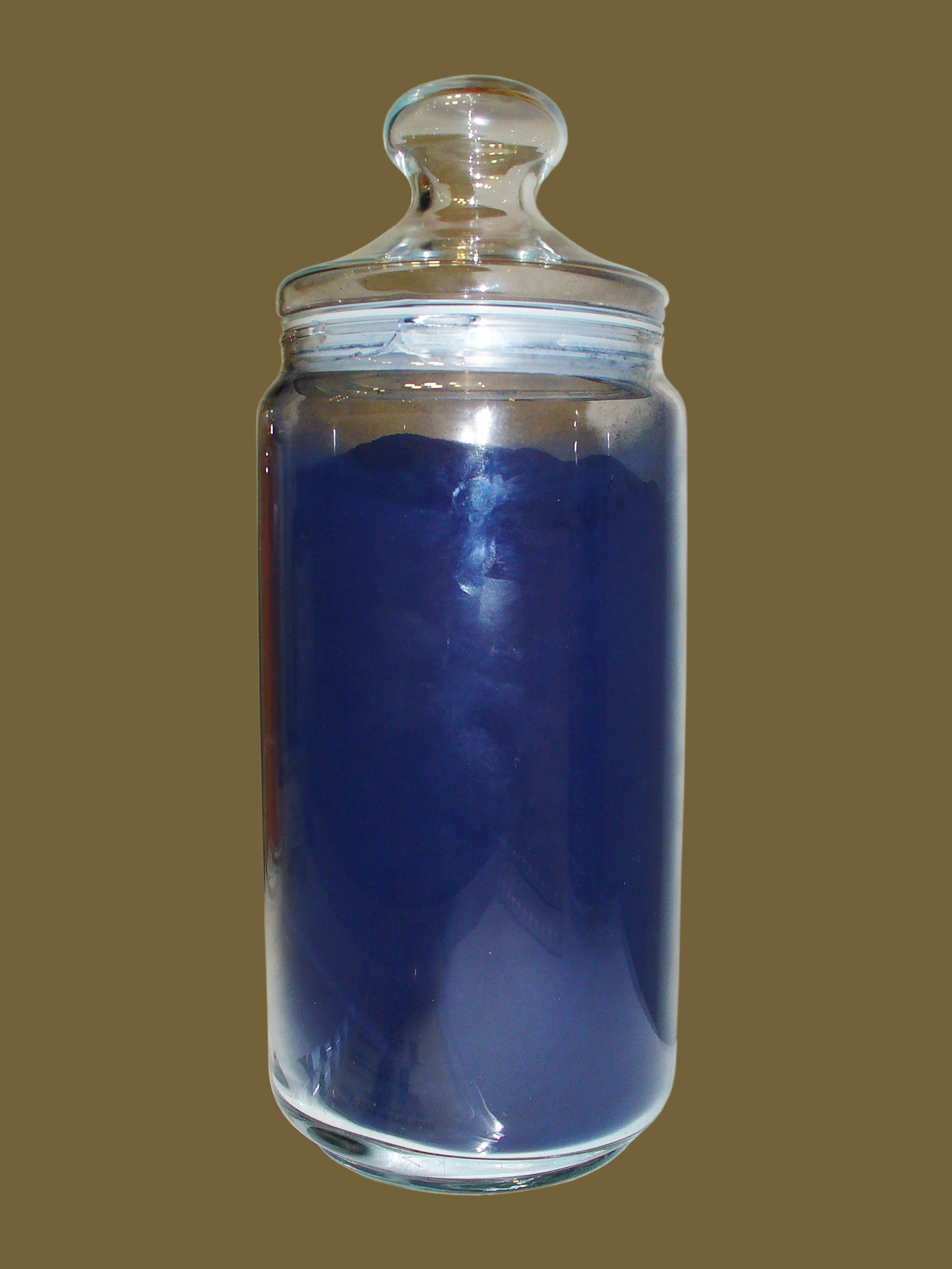
Tinte azul conseguido de la planta Isatis tinctoria, el «pastel de los teñidores» que sustituirá al índigo en el teñido de los uniformes del ejército francés.

Junto a las piezas realizadas por trabajadores especializados en los regimientos y por sastres civiles por encargo de las juntas del regimiento, «parte de la producción proviene de talleres estatales o al menos de depósitos militares. Este es el caso de las camisas, cuya producción es generada por el Inspector General de Vestuario y de zapatos […] Con la provisión de uniformes de fabricación estatal, las juntas directivas ven sus demandas, en términos de calidad muy reducida […] Sin embargo, cuando un regimiento no tiene sastres o no recibe un uniforme del Estado, el coronel o el mayor puede recurrir a la pericia de sastres civiles para confeccionar uniformes. Esto es lo que sucede en 1811, los hombres del 126 regimiento de infantería de línea […] Si en guarnición, la junta directiva del regimiento se hace cargo de la vestimenta y el equipo de los soldados, en campaña, incluso si los regimientos están equipados con maestros sastres y maestros marroquineros, es muy frecuente que los propios soldados tengan que sustituir los artículos dañados o perdidos por suministros que a menudo son «de origen local» o tomados del enemigo».2 En sus memorias, el capitán Godet señala que después de la batalla de Ulm, los soldados franceses, sin abrigos, despojaron a sus prisioneros austriacos de sus capotes.
En 1806, tras la escasez de tinte índigo, el ejército francés recibió por decreto un uniforme blanco. «Los industriales franceses, tras haber descubierto un «sucedáneo» de índigo en una planta nativa: Isatis tinctoria, el decreto fue derogado en 1807». En octubre de 1810, Napoleón envió a Eugène de Beauharnais, Virrey de Italia, su «estímulo» para la producción del nuevo tinte destinado a sustituir al índigo en Rieti.

## Aspectos financieros
Como Michael D. Bordo y Eugene N. White destacan en su estudio British and French finance during the Napoleonic Wars: 

Las guerras napoleónicas ofrecen una experiencia única en la historia de las finanzas de la guerra. Mientras que Gran Bretaña se vio obligada a renunciar al monometalismo y sufrió una inflación sostenida, Francia mantuvo su sistema bimetálico mientras duró la guerra. La financiación de las guerras napoleónicas destaca entre los conflictos de duración e intensidad comparables de los siglos XIX y XX.

Estos autores también argumentan que:

...estos regímenes contrastantes de financiación de la guerra fueron una consecuencia de la 'credibilidad' de cada nación como deudora..... Dada su larga experiencia de probidad fiscal, junto con los procedimientos de control presupuestario del Parlamento, Gran Bretaña pudo seguir financiando una proporción sustancial de sus gastos de guerra mediante préstamos, con tipos de interés relativamente bajos. La tasa impositiva británica se modificó poco durante la mayor parte del siglo XVIII, y los excedentes de los tiempos de paz pudieron compensar los déficits de los tiempos de guerra para saldar las deudas acumuladas... Francia, por otra parte, había arruinado su reputación en la última década del Antiguo Régimen y durante la Revolución.

Por consiguiente, esta situación hizo que el país dependiera totalmente de su sistema tributario para financiar el gasto público, y el recurso al préstamo siguió siendo muy problemático debido a la desconfianza del público tras las catastróficas experiencias financieras del período revolucionario. Todos los ingresos públicos se utilizaron para financiar el esfuerzo de la guerra. En su estudio ya citado, Pacaud señala el «desafío» que representaba para el Prefecto el levantamiento de la reserva de Auvernia:

... ese administrador [...] está obligado a financiar los gastos con una vigésima parte de todos los ingresos de los municipios del departamento que, como la mayoría de ellos (solamente 14 de ellos se conforman con esta vigésima parte) no pueden ser satisfechos por el céntimo adicional, es decir, la centésima parte del aporte de tierras y del aporte personal, suntuario y mobiliario impuesto al departamento. A pesar de una población departamental de 508.000 habitantes, el prefecto del Puy-de-Dôme únicamente disponía de 9.900 francos gracias a la vigésima, lo que le convertía en el más pobre de los que tenían que levantar una empresa de tercera clase. El mantenimiento de una empresa de tercera clase asciende teóricamente a 32.479,50 francos anuales. Era pues indispensable recurrir al céntimo suplementario, dando a la prefectura del Puy-de-Dôme una ganancia nada despreciable de 28.500 francos (para el año XIV). Con esta suma, es decir, 38.400 francos, el prefecto debía preparar todo lo necesario para la compañía, para que los soldados de la 1.ª Vendémiaire pudieran ser alojados, vestidos, armados y alimentados.

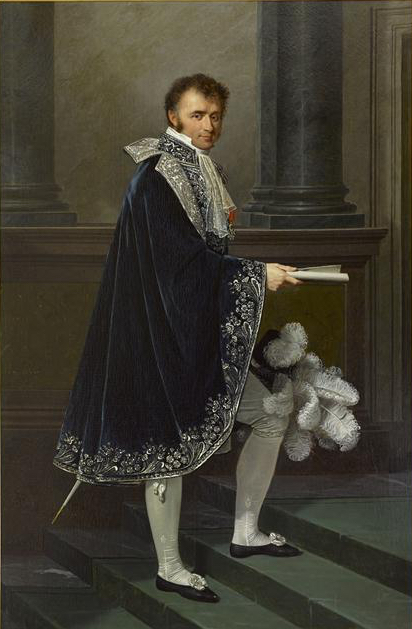
Nicolas François Mollien, ministro del Tesoro Público (Financias) desde 1806 a 1814 que tuvo la pesada tarea de financiar las guerras napoleónicas.

En términos generales, a partir de 1810, los presupuestos militares aumentaron constantemente. En 1810, ascendían a 503 millones de francos. El presupuesto de 1811 preveía 460.000.000 de francos de gastos para el ejército, que finalmente se aumentaron a 506.096.000 francos. Estos gastos para el ejército y la marina absorbieron el 60% del presupuesto del Estado de 954.000.000 de francos, que se cerró finalmente en 1.103.367.000 francos. Fue a partir de este año que apareció el déficit presupuestario, y resultó cada vez más difícil de compensar. En 1812 los gastos militares se estimaron en 710 millones y en 1813 se alcanzó un total de 817 millones. En 1814 se estimó un déficit de 579.000.000 de francos. A principios de los Cien Días, la deuda del Ministerio de Guerra aún estaba atrasada en 247.380.000 francos. Si Napoleón creía que gracias a las guerras podía equilibrar constantemente sus presupuestos según el adagio «la guerra alimenta a la guerra», Mollien, en sus voluminosas Memorias, señala que «no hay una única de las campañas más gloriosas del Imperio que no le haya costado más que las contribuciones que castigaron a Alemania por sus insolentes ataques».

## Administración militar

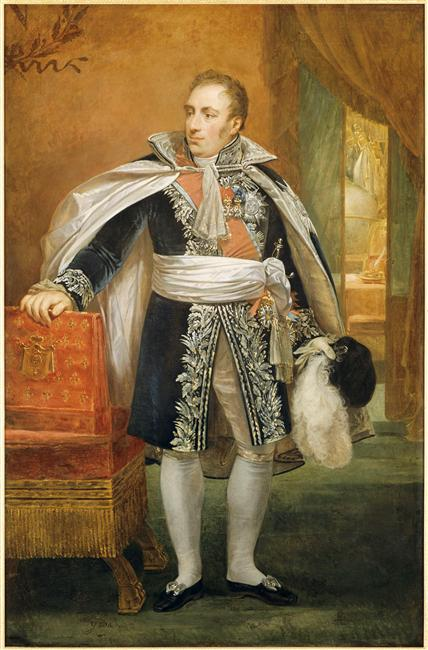
Pierre Daru, Intendente General de las Fuerzas Armadas y Administrador Militar por Antoine-Jean Gros.

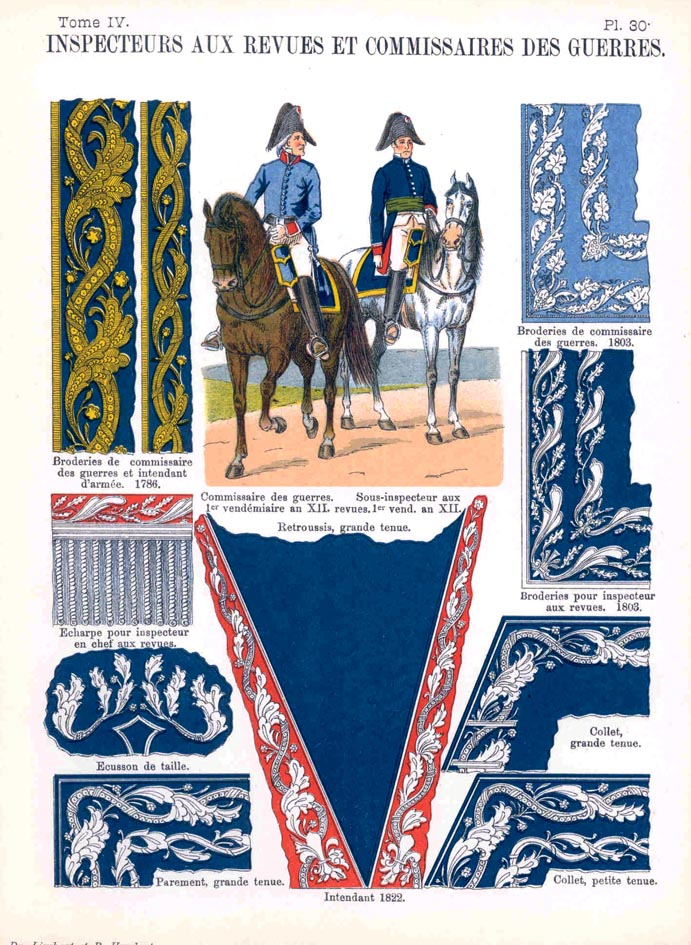
Inspecteur aux revues et commissaire des guerres, 1803. Tabla de la colección de uniformes de Lienhart & Humbert, 1902.

El 17 Ventôse An X (8 de marzo de 1802), una reorganización administrativa separó la gestión de la administración y la logística de los ejércitos de la jurisdicción del Ministro de Guerra para confiarla a un Ministerio de Administración de Guerra. Este nuevo departamento estaba compuesto por un administrador general del Grande Armée y un director general de revisiones y reclutamiento, a los que se subordinaban «comisionados de guerra» e «inspectores de revisión». Estos dos cuerpos incluían 436 oficiales jerárquicos a los que se les daría la pesada tarea de dirigir el ejército napoleónico. Todavía sufrieron varias reformas y reorganizaciones bajo el Consulado y el Imperio, siendo la intención de Napoleón evitar que se repitieran los errores —mala gestión, corrupción, incompetencia, abuso de poder— del período revolucionario separando las tareas administrativas, contables y logísticas.

### Pierre Daru, Intendente general de la Grande Armée y administrador militar
Pierre Daru comenzó su carrera en la administración y dirección militar el 10 de abril de 1784, a la edad de 17 años, como «comisario de guerra provincial». Todavía sirvió durante un tiempo en estas funciones bajo la Segunda Restauración, interviniendo en particular en 1816 en la reorganización del cuerpo de intendencia militar sobre una base pacífica. Durante el período revolucionario, fue el «brazo derecho» de Claude-Louis Petiet, Ministro de Guerra hasta su destitución el 16 de julio de 1797. Asistente de este último en sus diversas funciones de intendencia y de administración militar bajo el Consulado, le sucedió finalmente como Intendente General de la Grande Armée el 19 de octubre de 1806.

### Comisarios-coordinadores de guerra
Bajo la realeza, junto con los administradores de los ejércitos, los comisarios de guerra eran responsables de la administración del ejército. Esta institución heredada del Antiguo Régimen fue reformada durante la Revolución en varias ocasiones, en particular suprimiendo los cargos de comisarios y reorganizando el cuerpo de comisarios de guerra, cuyos títulos también cambiaron con diversas revisiones legislativas. Esta oficina del comisario de guerra fue reformada una vez más al comienzo del Consulado en 9 Pluviôse, An VIII (29 de enero de 1800).
En 1803, el personal de este cuerpo fue reorganizado en comisarios-coordinadores en jefe, comisarios-coordinadores de división y comisarios-coordinadores de guerra. Bajo el Imperio, había un intendente general por ejército, con poderes separados que se extendían a todos los servicios administrativos.
Los deberes de este cuerpo ya habían sido definidos por una ley de 28 Nivôse, Año III: «la supervisión de los suministros de toda clase, tanto a los ejércitos como en las plazas; la recaudación de contribuciones en los países enemigos; la vigilancia de los escenarios y convoyes militares; los equipajes de alimentos, artillería y ambulancias; los hospitales, prisiones, cuarteles y otros establecimientos militares; la distribución de víveres, forraje, calefacción, ropa y equipamiento; la verificación de los gastos resultantes de estas distribuciones, y todos los demás gastos excepto el del sueldo del soldado».

### Inspectores de revistas
El cuerpo de inspectores de revistas fue instituido durante la Revolución francesa, complementando el de los comisarios de guerra. Se le asignó la administración y supervisión del cuerpo y la gestión de las juntas y el personal. En 1801, los oficiales que formaban el cuerpo tenían los títulos de Inspectores Jefes, Inspectores y Subinspectores de 1.ª, 2.ª y 3.ª clase. El 18 de abril de 1811, una ordenanza creó también el puesto de asistente de los inspectores adjuntos de las revistas.
Estos inspectores «son responsables de la organización, el alistamiento, la incorporación, la destitución, el despido, la remuneración y la contabilidad del cuerpo militar, la realización de los controles y la capacitación de los exámenes. Fueron elegidos entre los oficiales generales y superiores, juzgados dignos por su talento, celo y moralidad».

## Infraestructuras al servicio del esfuerzo de guerra y los ejércitos

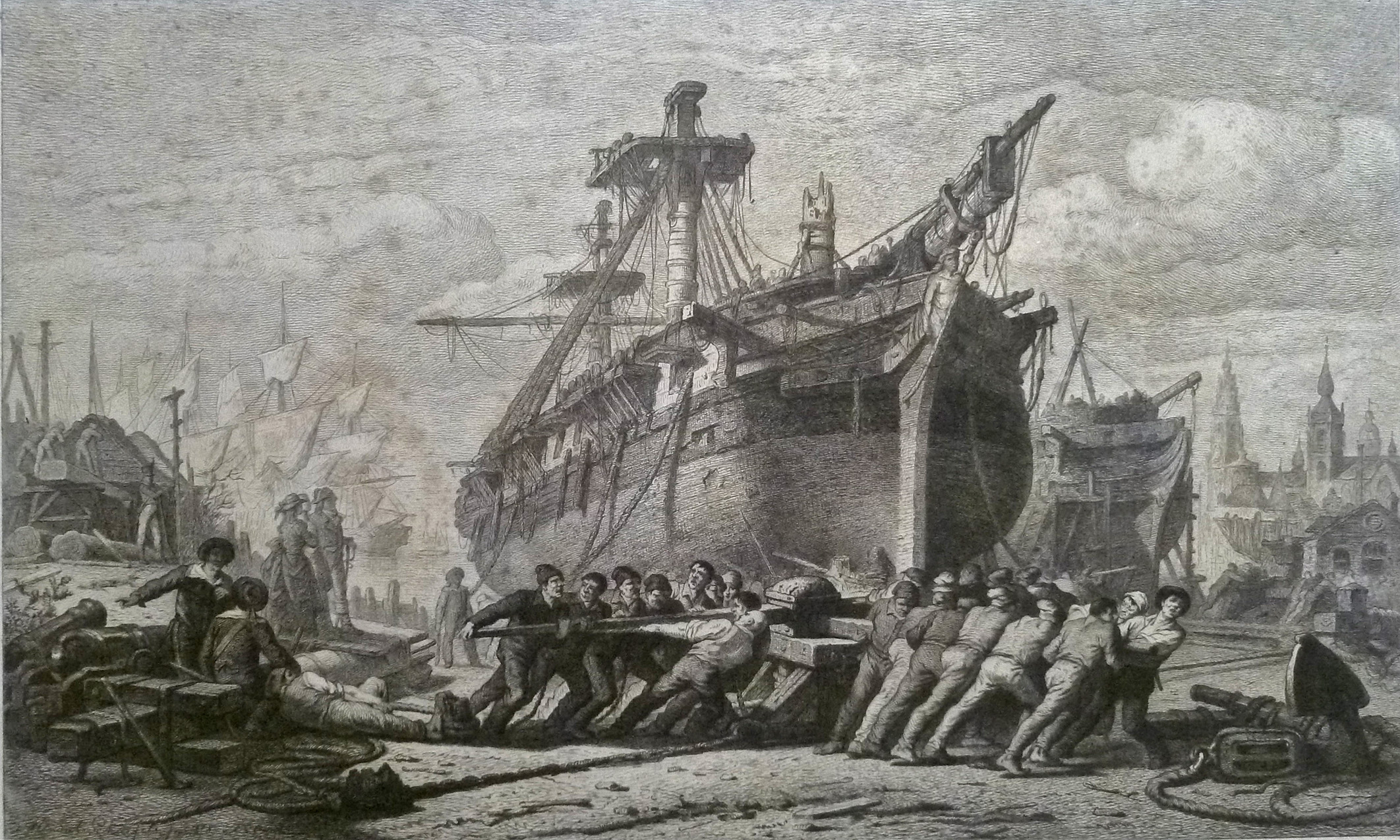
El astillero naval de Amberes en Bélgica en 1804.

Durante la época napoleónica se desarrollaron o crearon diversas infraestructuras —astilleros, arsenales, almacenes, fábricas— para apoyar el esfuerzo bélico: ya se ha mencionado la inauguración de la fundición de armas de Lieja en 1803. A finales de ese mismo año, se estableció una fábrica de armas en Mutzig en el castillo y sus dependencias compradas por los hermanos Coulaux, que administraban la fábrica Klingenthal. Se establecieron panaderías, talleres de uniformes y tiendas en los países que Daru, el mayordomo general del ejército, visitó durante los campamentos del ejército imperial en Alemania, Austria, Polonia y Bielorrusia.
Durante las guerras napoleónicas, los ingenieros militares ayudaron a construir puentes y carreteras en los países invadidos para facilitar el movimiento de las tropas y sus suministros. Desde el final del Consulado, la red de carreteras planeada por Jean-Antoine Chaptal se desarrolló en toda Francia, dando lugar al sistema de «carreteras imperiales».

## Intendencia y logística para los ejércitos en campaña

### Constitución de la Grande Armée y las primeras campañas (1803-1806)

#### Campamento de Boulogne

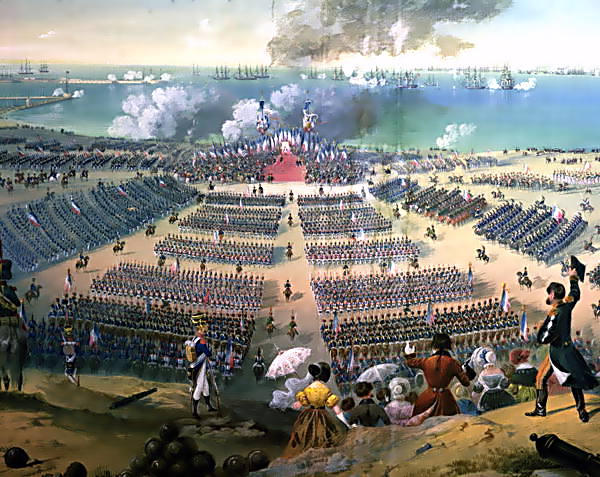
Inspección de las tropas en Boulogne, el 15 de agosto de 1804.

El 31 de agosto de 1805, el Ejército de la Costa Oceánica del período revolucionario, reconstituido a partir de 1803 en el Camp de Boulogne —de hecho un vasto complejo de campamentos situados en el Pas-de-Calais y hasta Brujas en Bélgica y Utrecht en los Países Bajos— para invadir Inglaterra tras la ruptura del 
Tratado de Amiens (1802) y la declaración de guerra del Reino Unido el 23 de mayo de 1803, se convirtió en la Grande Armée por orden del cuartel general imperial. Este cambio de nombre también marca un cambio de estrategia de Napoleón, que renunció a la invasión de la pérfida Albión, siendo su flota atrapada por el almirante Horacio Nelson en el puerto de Cádiz, en España, desde el 22 de julio, por confrontar en el continente a sus aliados de la Tercera Coalición.
La organización de la Grande Armée comenzó el 14 de junio de 1803, Pierre Daru recibió órdenes el 28 de mayo de establecer un campamento de 80.000 a 90.000 hombres en Saint-Omer. En primer lugar, redactó un informe en el que se exponían los imperativos logísticos y administrativos de la empresa: «Había que abastecerse durante seis meses [...] Se necesitaban 100.000 raciones diarias [...] y para 18.000 caballos, 20.000 [...] Además, se necesitaban 2.400 caballos para la artillería, 636 para alimentación y 160 para las ambulancias [...] La administración tenía que pasar revisiones, evitar agentes incompetentes o inmorales y proporcionar todos los medios». Claude-Louis Petiet fue nombrado coordinador principal de los campamentos y luego comisario general, siendo Daru su adjunto. En 1805, Petiet heredó el cargo de intendente general del Gran Ejército y Daru fue nombrado comisario general. Fue llamado a reemplazar a su superior al año siguiente.

#### Primeras campañas (1805-1806)
Siguiendo el pensamiento de Guibert, la doctrina militar de Napoleón estaba sobre todo orientada hacia el movimiento y la ofensiva. Su prioridad era, por lo tanto, hacer que su cuerpo de batalla «inter-ejército» tuviera una gran movilidad, haciéndolo lo más ligero posible, siendo el comisariado el responsable de «seguir». Sus columnas de marcha fueron relevadas en la medida de lo posible de sus impedimentos (equipaje y equipamiento), precedidas por destacamentos acompañados por comisarios e inspectores encargados de preparar las etapas siguientes con todos los medios disponibles depósitos, compras, requisiciones y seguidas por su artillería y sus carros cargados de equipo, municiones y suministros, de cuyo convoy se encargaban esencialmente los transportistas civiles. Es esta forma de hacer las cosas la que se aplicó ya en la campaña austriaca de 1805, la primera gran campaña militar del Imperio.

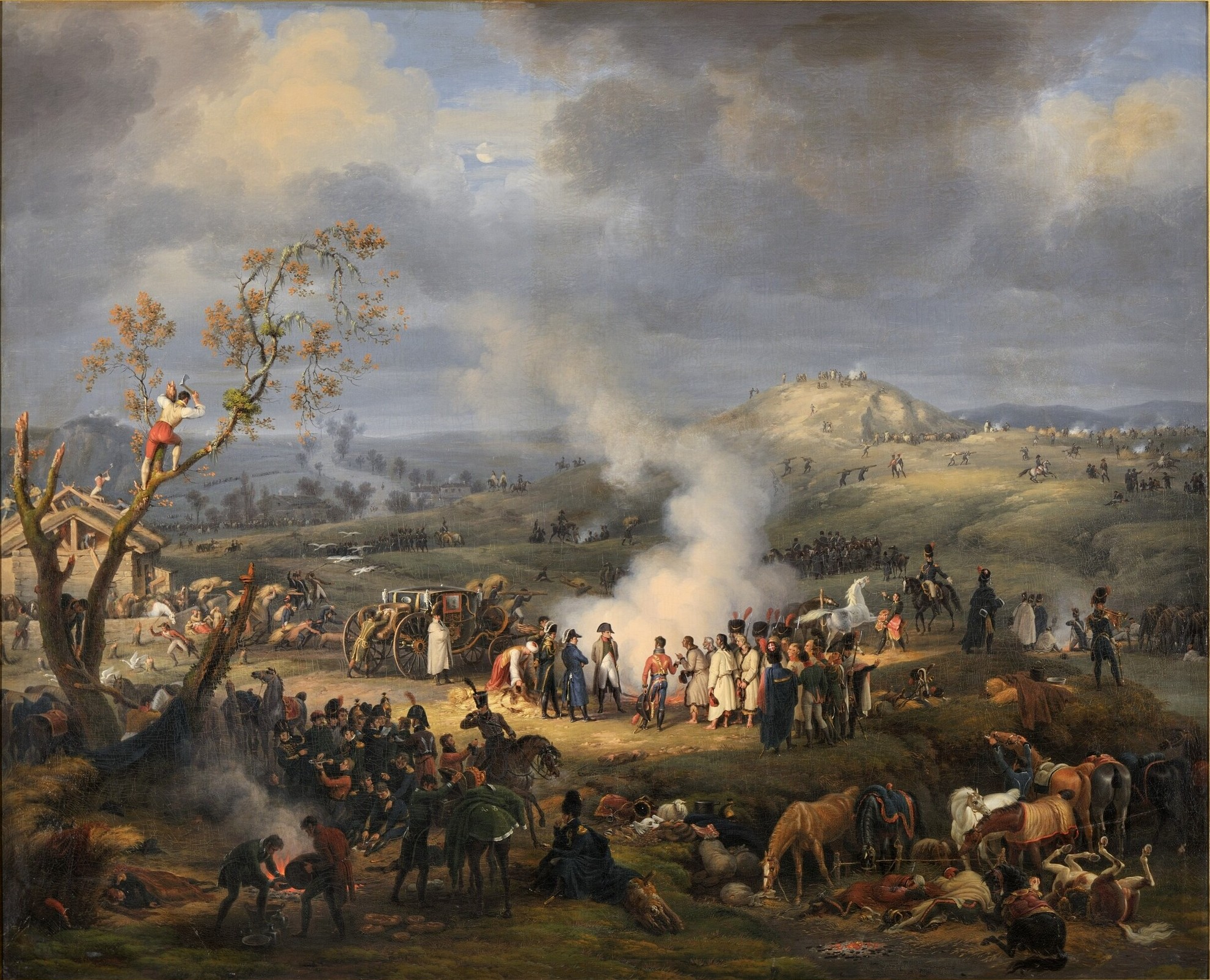
El vivac de la Grande Armée en los albores de la batalla de Austerlitz, según Louis-François Lejeune. La campaña austriaca de 1805 sacó a la luz las deficiencias en la administración del ejército napoleónico, que experimentó su primera crisis real durante la campaña prusiana y polaca a finales del año siguiente.

El 27 de agosto, la Grande Armée se desplazó hacia el este en su marcha sobre Europa Central: era el comienzo de la campaña austriaca que terminó el 2 de diciembre con la victoria de Austerlitz y está sancionada por el tratado de Presburgo y el primer tratado de Schönbrunn. La campaña comenzó bien: «los cinco cuerpos de ejército que cruzaron Francia fueron abastecidos y alimentados en cada etapa: la administración fue bien hecha [...] Antes de cruzar el río Rin, Napoleón hizo que cada soldado recibiera cuatro pares de zapatos, cuatro días de pan y cuatro días de galletas». Sin embargo, después de cruzar el río, inmediatamente se puso de manifiesto las limitaciones y deficiencias de la logística militar de la época, que el ejército napoleónico experimentó durante cada una de sus campañas y que alcanzó su punto álgido durante la campaña rusa de 1812, llegando al punto álgido. «La primera es que el ejército, para ser abastecido adecuadamente, tenía que estar en constante movimiento, de lo contrario los problemas logísticos podían llegar a ser críticos y uno se veía obligado a recurrir a las tiendas. Así, durante la campaña de 1805, si la Grande Armée vivía principalmente en los países que atravesaba, era en gran parte por necesidad —las raciones que había que recoger en su camino hacia Estrasburgo, Maguncia y luego Baviera no estaban listas a tiempo y por lo tanto eran insuficientes— y algunos momentos eran más bien críticos. De hecho, surgieron grandes dificultades cuando el ejército tuvo que reunirse en un área restringida. Este fue el caso, por ejemplo, cuando la Grande Armée llegó a Ulm o cuando tuvo que continuar su camino hacia Viena y tomar una única carretera a lo largo del Danubio. Allí, los países que atravesaban ya no bastaban para mantener al ejército y había que recurrir a las reservas de los almacenes o a las provisiones hechas anteriormente», siendo entonces el principal problema el de su encaminamiento a las etapas y a los vivacs.
Una primera crisis grave surgió durante la campaña prusiana-polaca (1806-1807). A finales de 1806, anticipándose a la intervención de los rusos, Napoleón trajo tropas de Francia para reforzar la Grande Armée: «en un mes, 670 oficiales, más de 20.000 soldados y cerca de 3.000 caballos habían llegado de Maguncia; por lo tanto, pudo adelantarse a los rusos con confianza; también pudo hacerlo con una rapidez que impidió que el comisariado 'siguiera' [...] Los suministros se hicieron más escasos a medida que el ejército marchaba hacia el este. Lannes recuerda la pobreza del desierto del Sinaí... En Varsovia, donde Joaquín Murat y Louis Nicolas Davout llegaron en los últimos días de noviembre, solamente había 550.000 raciones de pan y 95.000 de avena. Los cuerpos de ejército de Bernadotte y Soult están mal abastecidos.... El desorden y el hambre eran tales que una agenda amenaza con castigar o incluso arrestar a los oficiales que detengan los convoyes de abastecimiento.... el abastecimiento de unidades (siendo) disminuido o incluso detenido por dificultades de transporte durante un duro invierno en un país con pocos enlaces de comunicación... ».

### Remonte de la caballería y de los caballos en los ejércitos

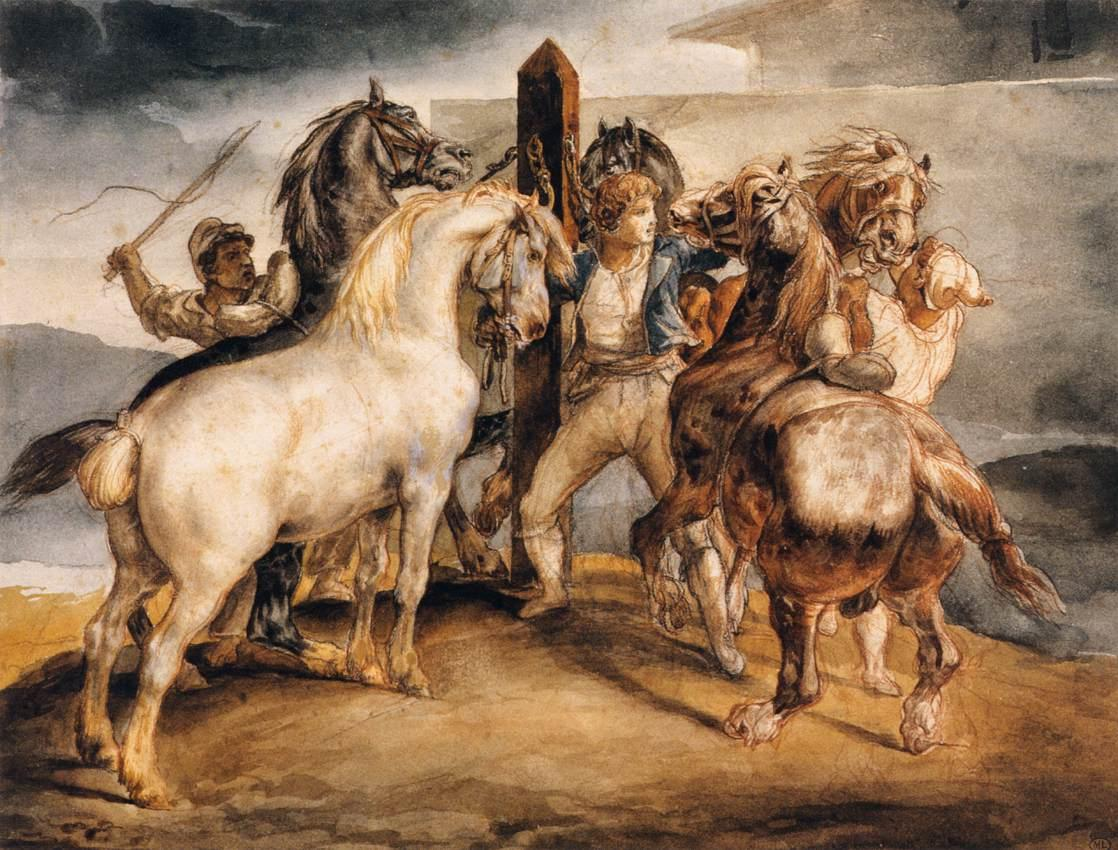
Vendedores de caballos a finales de la década de 1810 por Théodore Géricault.

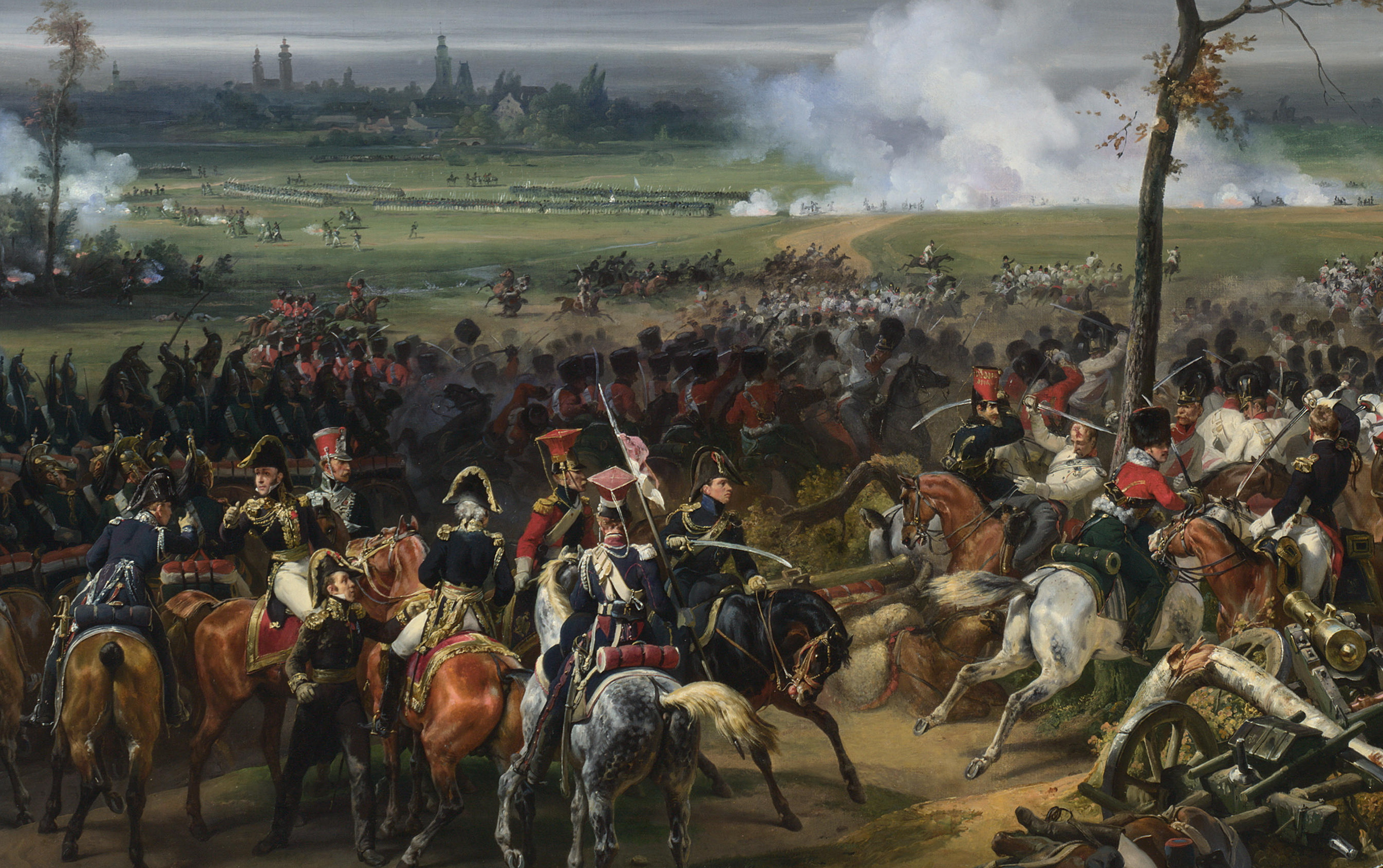
La caballería francesa en la batalla de Hanau.

Si la caballería imperial escribió algunas de las páginas más gloriosas de la historia de las guerras napoleónicas, el suministro de caballos, tanto de silla como de tiro, siguió siendo un problema recurrente para el ejército francés, en particular debido a la mala calidad del ganado equino francés de la época, que el historiador Denis Bogros deplora en su Histoire du cheval de troupe de la cavalerie française 1515-1918 («Historia del caballo de tropa de la caballería francesa 1515-1918»). Según este autor, este problema se veía agravado por la falta de voluntad del mundo campesino para satisfacer las exigencias del ejército: «los campesinos, que ya estaban poco orientados hacia el caballo de silla de guerra, lograron voluntariamente producir un caballo de mala calidad, pero suficiente para el trabajo a corta distancia. Esperaban desalentar los impuestos estatales. ¡Fue un fracaso! ¡Y fue el jinete de la tropa el que fue enviado a la batalla, mal 
equipado!» —y la incompetencia de los jefes civiles y militares de la remontada, incluyendo al propio emperador— «La verdad es que Napoleón I no puede escapar al juicio de la historia. Carecía —según el erudito Mennesier de la Lance— de conocimientos ecuestres, y esta deficiencia contribuyó a crear las condiciones para el espantoso consumo de caballos en las guerras que declaró y las campañas que dirigió [...] Napoleón era el jefe del gobierno de Francia. El levantamiento del ejército es una empresa seria que no se puede improvisar. Como jefe de estado y señor de la guerra, Napoleón no dominó este asunto vital», tanto que «en términos del caballo de la tropa... está claro que la remontada del imperio solamente proporciona caballos no aptos para la guerra...».
«Hasta 1807, el remonte del regimiento era proporcionado por un oficial que normalmente había nombrado comerciantes. Después, una comisión compró caballos para el ejército en las ferias y en los depósitos, que luego se distribuyeron entre los regimientos. En los países enemigos se utilizaba con frecuencia la captura y la requisición».

### Economato de los ejércitos en campaña
Napoleón I, inspirado por Guibert, había decidido, para abastecer a sus tropas en la mayoría de sus campañas, mantener su ejército en el país en lugar de depender de interminables convoyes repartidos por las largas líneas de comunicación desde Francia.—Eugène Chalvardjian, Impact de l'art de la guerre napoléonien dans la seconde moitié du xixe siècle.

En campaña, el soldado debe recibir alimentos, cuya distribución está teóricamente regulada de manera precisa. La práctica era muy diferente; el deseo de ir rápidamente, de aligerar la carga del soldado, llevaba muy a menudo al Emperador a proporcionar comida a su ejército en los países que atravesaba [...] Aparecieron las requisas; eran soportables en los países ricos (Alemania, Austria, Italia del norte), pero se volvieron casi sin efecto en Polonia, España, Portugal y Rusia.—Alain Pigeard, Les services des vivres dans les armées du Premier Empire (1804-1815)

Hasta el siglo XVIII, la guerra era principalmente una cuestión de batallas campales y asedios de bastiones, y la «guerra de movimiento» se limitaba todavía a unas pocas operaciones de hostigamiento en el contexto de la «guerra pequeña», que tenía por objeto, en particular, la confiscación de los suministros de los ejércitos enemigos. Las campañas militares se limitaban a menudo a una serie de largas marchas; los ejércitos se veían gravados por columnas de equipaje y convoyes de suministros, con una logística proporcionada por contratistas privados, los fabricantes de municiones y los ejércitos que seguían dependiendo en gran medida de sus bases de retaguardia para los suministros, lo que les obligaba, cuando se alejaban de ellas, a vivir en los países que atravesaban, ya fueran amigos o enemigos; estas limitaciones logísticas limitaban así su libertad de maniobra.

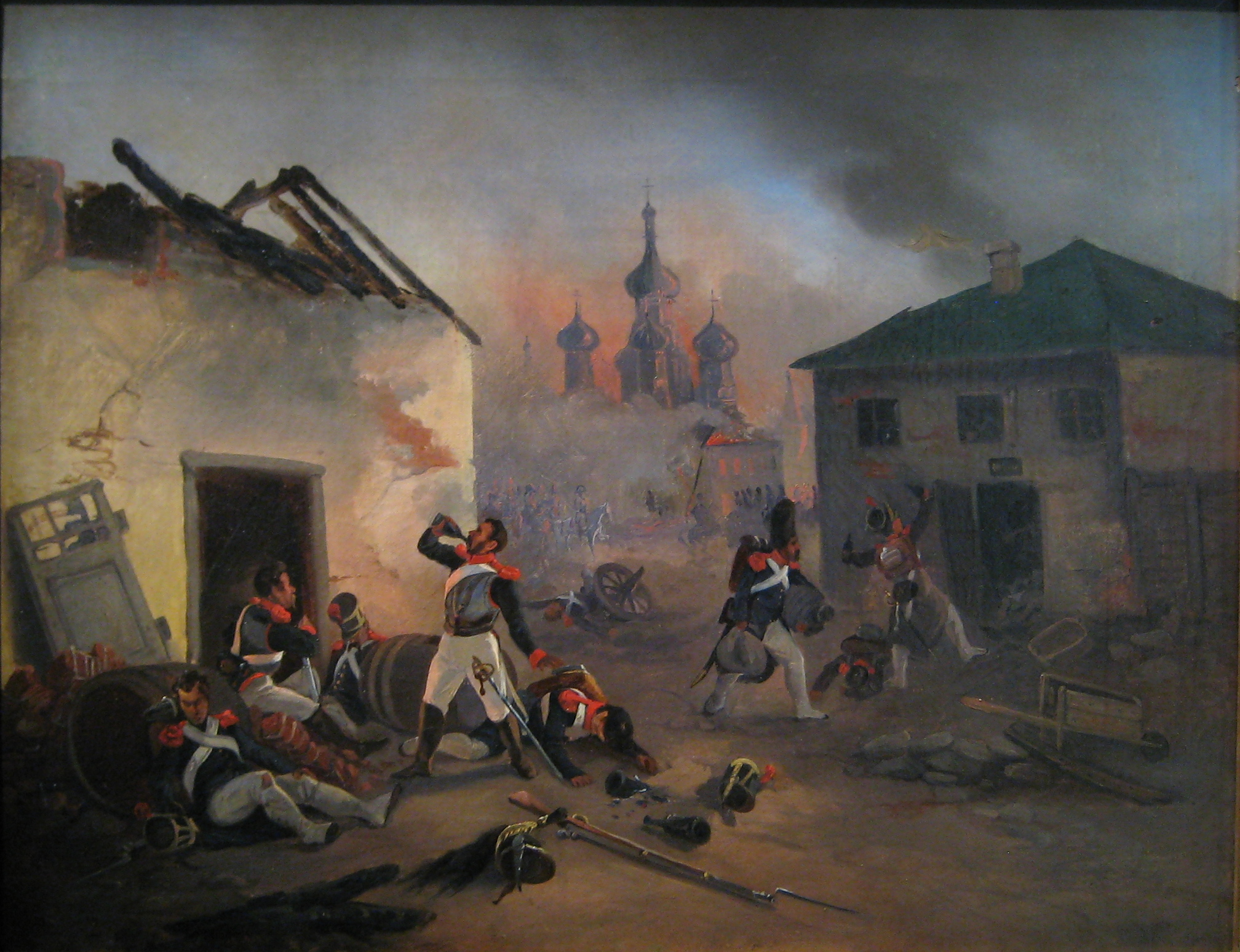
Soldados merodeadores en Moscú en 1812. Las tácticas de tierra quemada practicadas por los rusos evitaron que la Grande Armée viviera de los recursos del país.

Las guerras de la Revolución llevaron al ejército francés a operar varias veces en tierras extranjeras, en los Países Bajos, Suiza, Italia y Egipto; el caos que reinaba en Francia la obligaba a vivir de expediciones, requisas locales, merodeos e incluso saqueos. El «tempo» dado a sus operaciones militares por Napoleón desde la época del  Consulado —«su sistema de guerra basado en la maniobra de envolvimiento combinado con la velocidad»—, obligó a sus ejércitos a improvisar sus suministros localmente, pero «sin embargo, el sistema de guerra de Napoleón también tenía sus límites y sus ejércitos no podían vivir enteramente en el país». En 1810, después de la invasión francesa de Portugal, «comenzó una larga guerra de desgaste, en la que ambos bandos recurrieron a la táctica de tierra quemada, que causó hambruna y devastación entre los portugueses, pero también debilitó a las fuerzas napoleónicas». A partir de entonces, «André Masséna [...] solamente tuvo que elegir entre dos partidos, o ver a su ejército perecer por inanición y por el puño de hierro de los anglo-portugueses, o resignarse a la humillación de una retirada voluntaria». Con la de Rusia dos años más tarde, esta campaña fue una de las dos en las que las insuficiencias logísticas jugaron un papel importante en las derrotas francesas.

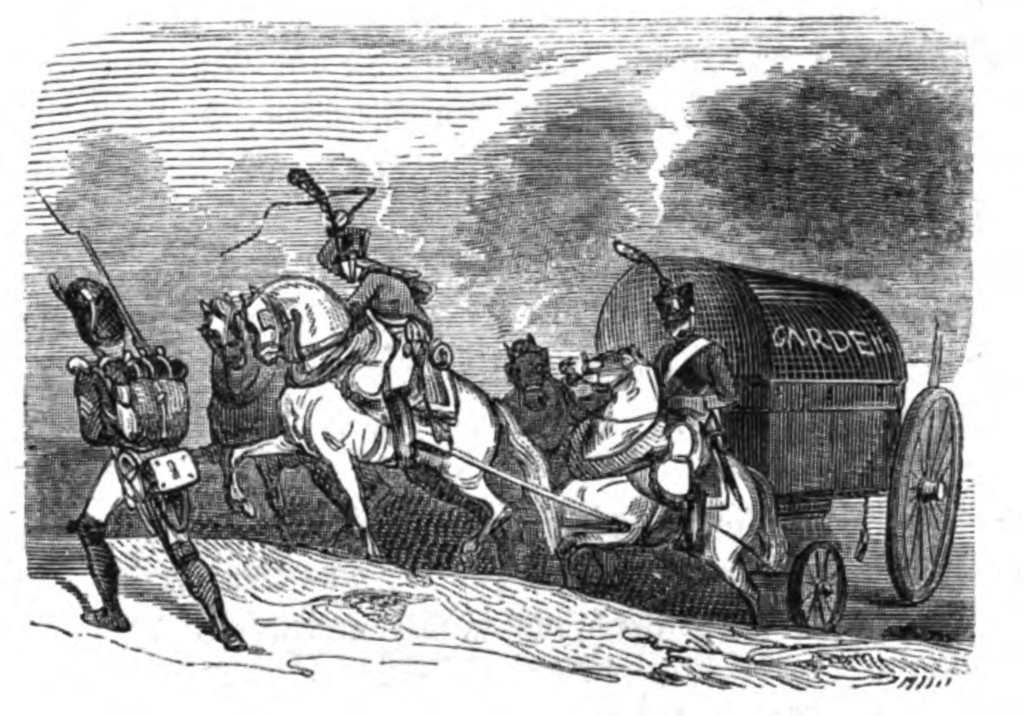
Cuerpo «du train» de la Guardia Imperial.

La gestión del transporte de suministros era otra preocupación que enfrentaba la administración del ejército de Napoleón. Al principio de las guerras revolucionarias, todo el transporte era proporcionado por el sector civil. Las municiones eran transportadas por convoyes civiles y la artillería utilizaba contratistas civiles para mover sus armas y equipo. Durante el Imperio, una gran compañía, la «Compañía Breidt», suministró al ejército carros, conductores y carros de caballos, pero decepcionó a Napoleón durante la campaña de Eylau ya que fue incapaz de maniobrar como pretendía. Por lo tanto, decidió que el transporte logístico debía ser asumido por el ejército y creó el cuerpo «du train». Un decreto imperial firmado el 26 de marzo de 1807 en la sede de Ostróda en Prusia Oriental sancionó esta decisión.

#### Las subsistencias
El suministro y la distribución de la «subsistencia»  —víveres y forrajes— se asignó a los munitionnaires («municionistas») que, a diferencia de los comisarios o inspectores de guerra, no eran funcionarios públicos sino empresarios privados. 
La composición de las raciones de las tropas fue objeto de diversas intervenciones del propio Emperador, en su correspondencia o mediante órdenes y decretos. En marzo de 1806, firmó un decreto sobre «la alimentación de las tropas por parte de las masas ordinarias» con el fin de «proporcionar a los soldados que componen (los) ejércitos una alimentación más abundante, que preserve su salud y ayude a fortalecer su constitución». Entre otras cosas, este decreto regula los presupuestos para los suministros, da las cantidades de pan, carne, verduras y sopa que se distribuirán a las tropas y establece la organización práctica de este suministro. En noviembre, cuando el ejército había participado en las campañas de Prusia y Polonia desde octubre, «Napoleón, que se encontraba en Berlín, denunció la indigencia de los almacenes de alimentos, que solamente tenían reservas para ocho días. Las dificultades se sienten más en Polonia porque el país es pobre. El emperador tenía un almacén en Varsovia que, con treinta hornos y doscientos panaderos, podía producir 400.000 raciones de pan cada día. La maniobra de Bennigsen en el norte de Polonia obligó a Napoleón a mover sus tropas, y la comida tenía que seguirle; cada cuerpo tomó cuatro días de comida, la carne «a pie» y los quintales de harina en los carros de la compañía Breidt a cargo del transporte».

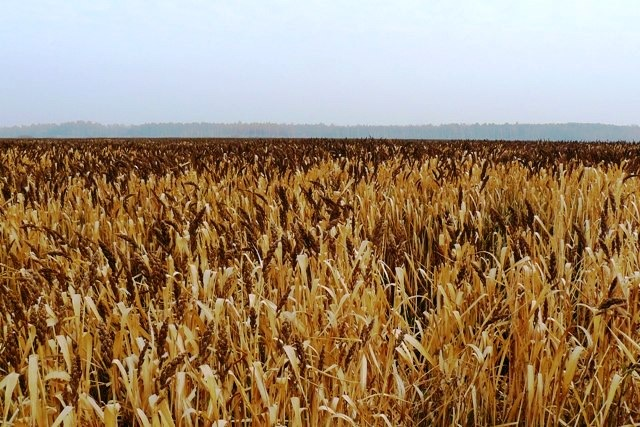
Campos de centeno en Bielorrusia. Este país se convirtió en el granero del ejército de Napoleón durante la campaña rusa. «Hace quince días, pedí 6.000 quintales de harina a Borisov: 2.000 han llegado aquí, ordeno que los otros 4.000 sean enviados a Orsha. Solicito 10.000 en Minsk, 4.000 en Sienno, y estoy enviando agentes para organizar estos convoyes y dirigirlos a Orsha.» Carta de Napoleón al mariscal Davout de Vitebsk, 10 de agosto de 1812.

En 1812, en vísperas de la invasión napoleónica de Rusia, a raíz de las desafortunadas experiencias de la campaña polaca, durante la cual el ejército francés tuvo que hacer frente a un invierno especialmente duro, dificultado todavía más por los problemas de abastecimiento, Napoleón prestó especial atención a su organización. En febrero, la ración diaria del soldado consistía en «una libra y media de pan de munición compuesto de 2/3 de centeno y 1/3 de trigo, 120 g de pan blanco de trigo puro, 300 g de carne incluida la casquería, 240 g de verduras secas o dos libras de patatas, 1/30 de una libra de sal y 1/16 de una pinta de aguardiente de vino». El 2 de julio, en una carta dirigida desde Vilnius a Louis Alexandre Berthier, Mayor General de la Grande Armée, expresó su preocupación por los retrasos en la construcción de los hornos de pan en la ciudad; el 11 de julio, volvió a tratar el problema en dos cartas dirigidas a Berthier y al Duque de Treviso, comandante de la Joven Guardia, y dio la ración que debía suministrarse a la división Roguet de la Guardia: «Asegúrate de que toda su gente tenga comida a razón de media ración de pan, una y media o dos onzas de arroz, y una libra de carne, para los 12, 13, 14, 15, 16, 17 y 18». El 10 de agosto ordenó al mariscal Louis Nicolas Davout que construyera hornos adicionales en Orsha, Mohilev, Doubrowna y Rossasna, convirtiendo así a Bielorrusia en una base logística de retaguardia. Sin embargo, estas medidas no fueron suficientes y «para superar la dificultad de distribuir el pan preparado a los soldados, que se debía esencialmente no a la falta de producción sino a la ausencia, o al menos a la insuficiencia, de hornos, Napoleón trató de volver al sistema romano de distribución de trigo en especie, pero sin éxito porque el uso de molinos portátiles planteaba el problema insoluble de suprimir el azulado y porque una barra de pan de la que no se había extraído el salvado se consideraba incomestible». La política de tierra quemada practicada sistemáticamente por el ejército ruso privó al ejército francés de la posibilidad de vivir en el país, la decisión de Napoleón de retirarse de Moscú en vísperas del invierno llevó a la desastrosa retirada de Rusia durante la cual la hambruna, así como el frío, las enfermedades y la acción de los cosacos causaron la aniquilación del ejército de Napoleón.

#### Requisamiento y forrajeo
El requisamiento militar era una orden dada por una autoridad militar a una autoridad civil o a una población de poner a disposición, entre otros suministros, bienes —principalmente alimentos— o alojamiento, a veces a cambio de una compensación monetaria; el término «forrajeo» se utilizaba para describir la acción de abastecer a la tropa sobre el terreno apoderándose de los recursos locales —forraje, harina, alimentos, etc.— o de los suministros del enemigo, siendo los suboficiales furrieles, más específicamente encargados de esta tarea. Por lo tanto, se utiliza el término «vivre sur le pays» para referirse a este tipo de economía militar.

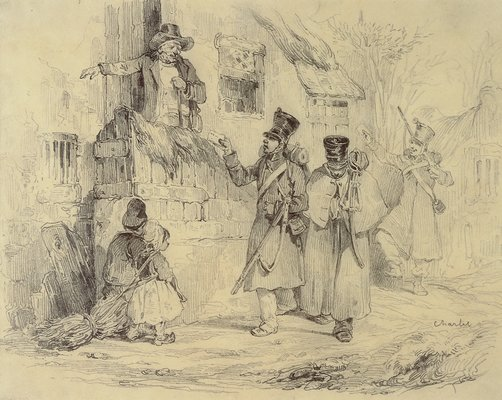
Soldados presentando su bono de alojamiento en la casa un habitante, por Nicolas-Toussaint Charlet.

El ejército napoleónico operando lejos de su «base de retaguardia» que estaba en el territorio del Imperio —Francia y departamentos anexos— y teniendo que gestionar la indigencia de los todavía embrionarios servicios logísticos, recurrió por lo tanto a estos medios para asegurar su subsistencia en el campo. En principio, estas medidas estaban controladas, pero las necesidades de las tropas y los vaivenes de las campañas dieron lugar a numerosos abusos que pueden describirse indudablemente como robos y saqueos, en particular en los países enemigos ocupados o en las regiones más pobres donde las poblaciones eran resistentes u hostiles a las tropas francesas. En Polonia, que los franceses ocuparon ya en 1806, «los campesinos... esconden su comida en los bosques, en las copas de los árboles o en agujeros cubiertos de tierra y ramas... cuando nuestros soldados supuestamente encontraron un escondite, clavaron sus palos de rifle en el suelo y tan pronto como el palo del rifle encontró resistencia, los recolectores y las palas se pusieron a trabajar y se encontraban cajas de harina, tocino, salchichas, legumbres, patatas...»  En su obra 1809, Les Français à Vienne. Crónica de una ocupación, el historiador Robert Ouvrard describe «las privaciones sufridas por los habitantes más pobres, en el campo y en las ciudades, y los saqueos y robos de todo tipo sufridos por los austríacos, que fueron sometidos al ocupante». Dado que Austria tenía que proveer a la subsistencia del ocupante,61 «el consumo de los habitantes de Viena se redujo entre el 20 y el 25%».
Los requisamientos eran también un medio para proveer a los ejércitos de caballos, de los que se necesitaban grandes cantidades. Para las campañas de 1806-1807, «cerca de 12.000 caballos fueron requisados en Silesia, Mecklenburg, Hanover, Brunswick... Los dragones de la Guardia Imperial fueron completamente reubicados en Potsdam».

#### Cantineras y vendedores ambulantes

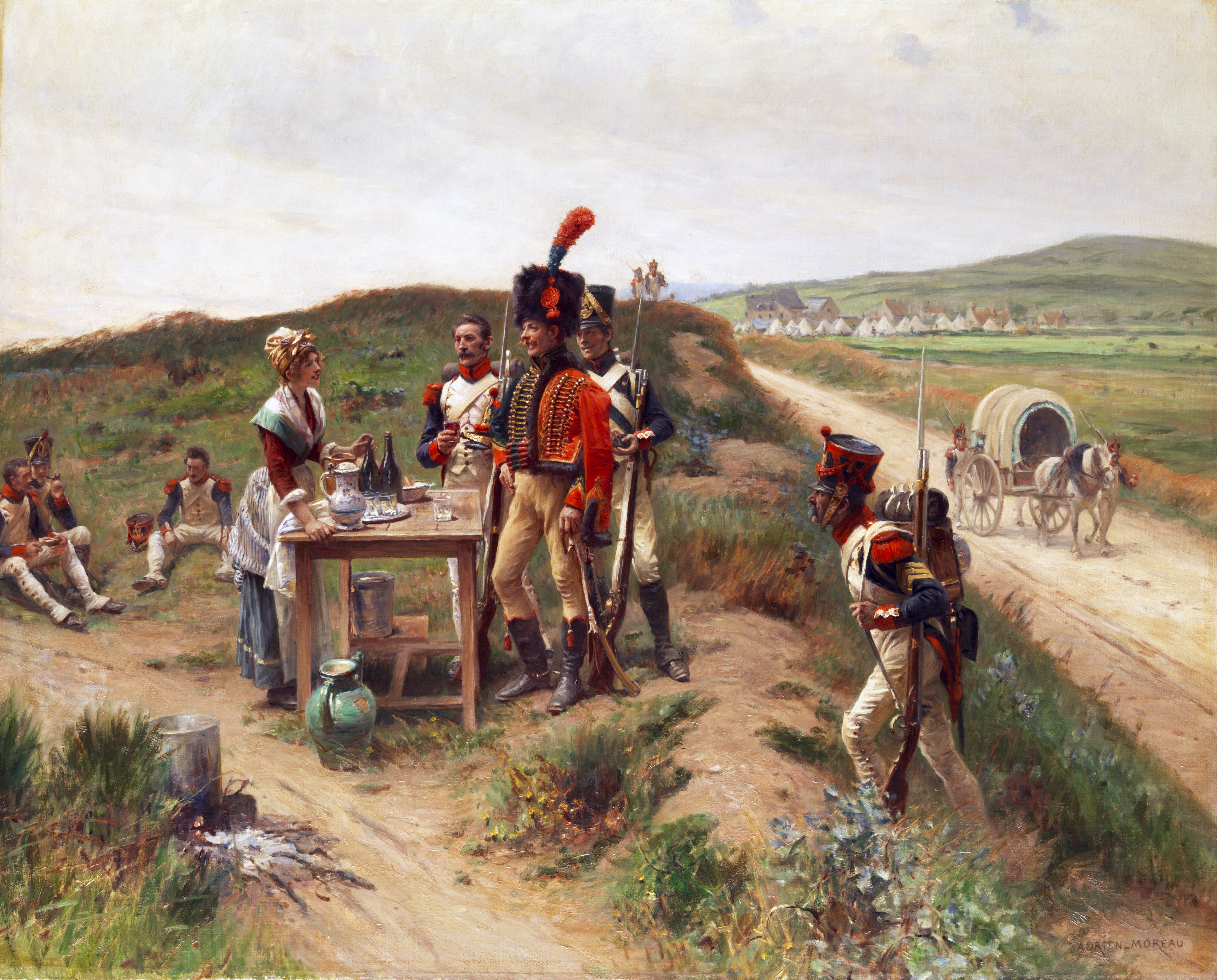
Soldados franceses aprovisionandose de alimentos de una mujer cantinera.

En la época de las guerras napoleónicas, no había ningún equivalente al actual economato del ejército o a las «cooperativas del ejército» de las dos guerras mundiales dentro de los ejércitos imperiales. El suministro de «artículos de cantina» y «alimentos ordinarios» —tabaco, vinos y licores, artículos de mercería, etc.— a las tropas se hacía, por tanto, a través del canal de las cantineras, comerciantes ambulantes, comerciantes locales cuando estos bienes no eran simplemente robados a los nativos o tomados del equipaje del enemigo. Jean-Roch Coignet, en sus memorias, cuenta a través de varias anécdotas cómo él y sus camaradas obtuvieron artículos de esta manera.

#### Mantenimiento de los caballos
La alimentación, el mantenimiento y el cuidado de los caballos también fueron tareas importantes en los ejércitos de principios del siglo XIX, en una época en que los caballos eran «herramientas» importantes en el cumplimiento de sus misiones, tanto dentro de la caballería como para la logística, el transporte de artillería y los enlaces —servicios de mensajería—. «la caballería francesa debía tener 150.000 caballos en su apogeo», con decenas de miles más sirviendo en los servicios de transporte o ambulancias.
Aunque el ejército napoleónico tuvo muchos problemas para adquirir caballos de calidad —las pérdidas sufridas durante la campaña en Alemania y Austria en 1805 se debieron a la excesiva fatiga de los caballos que a menudo eran demasiado jóvenes— y en cantidades suficientes, el mantenimiento de esta manada de caballos durante las campañas fue otro problema grave que tuvo que manejar, ya que muchos animales se perdieron por falta de cuidados adecuados o de alimentos suficientes y de calidad. Así, «la campaña polaca de 1807, que comenzó en el invierno de 1806, intentaba que los caballos se movieran en un país sin reservas, con caminos fangosos. Veinte mil caballos iban a morir de agotamiento».

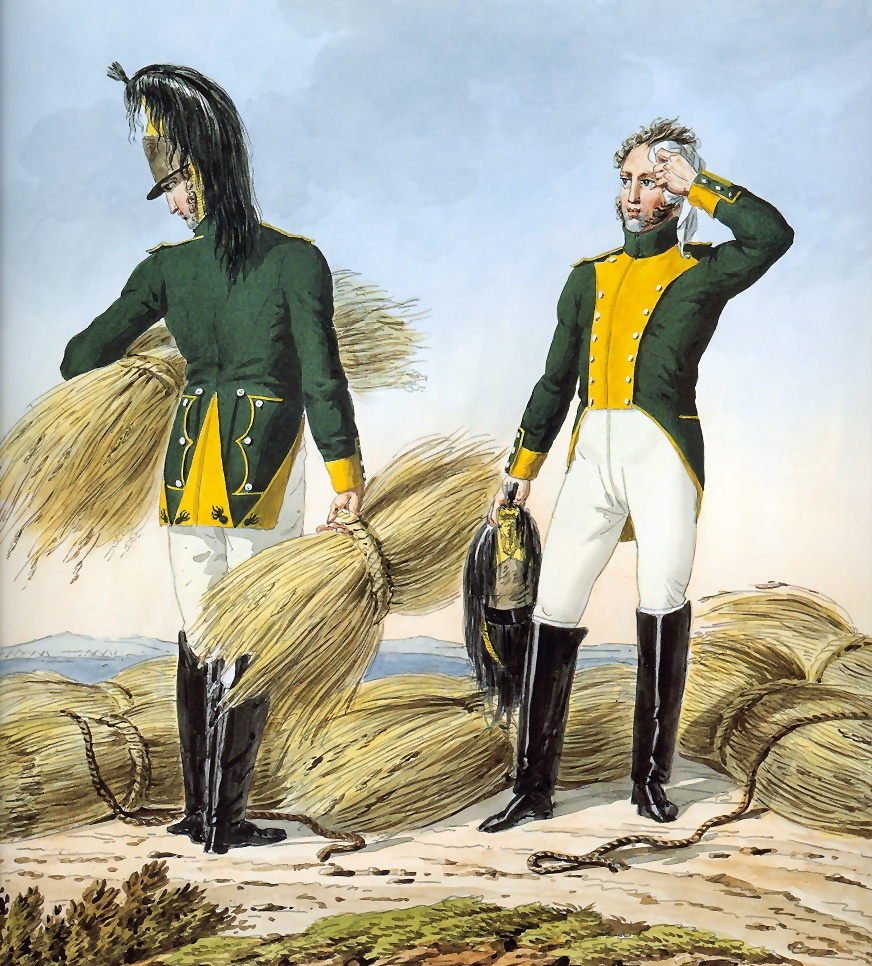
Forrajeros del 23.º Regimento de Dragones, por Carle Vernet.

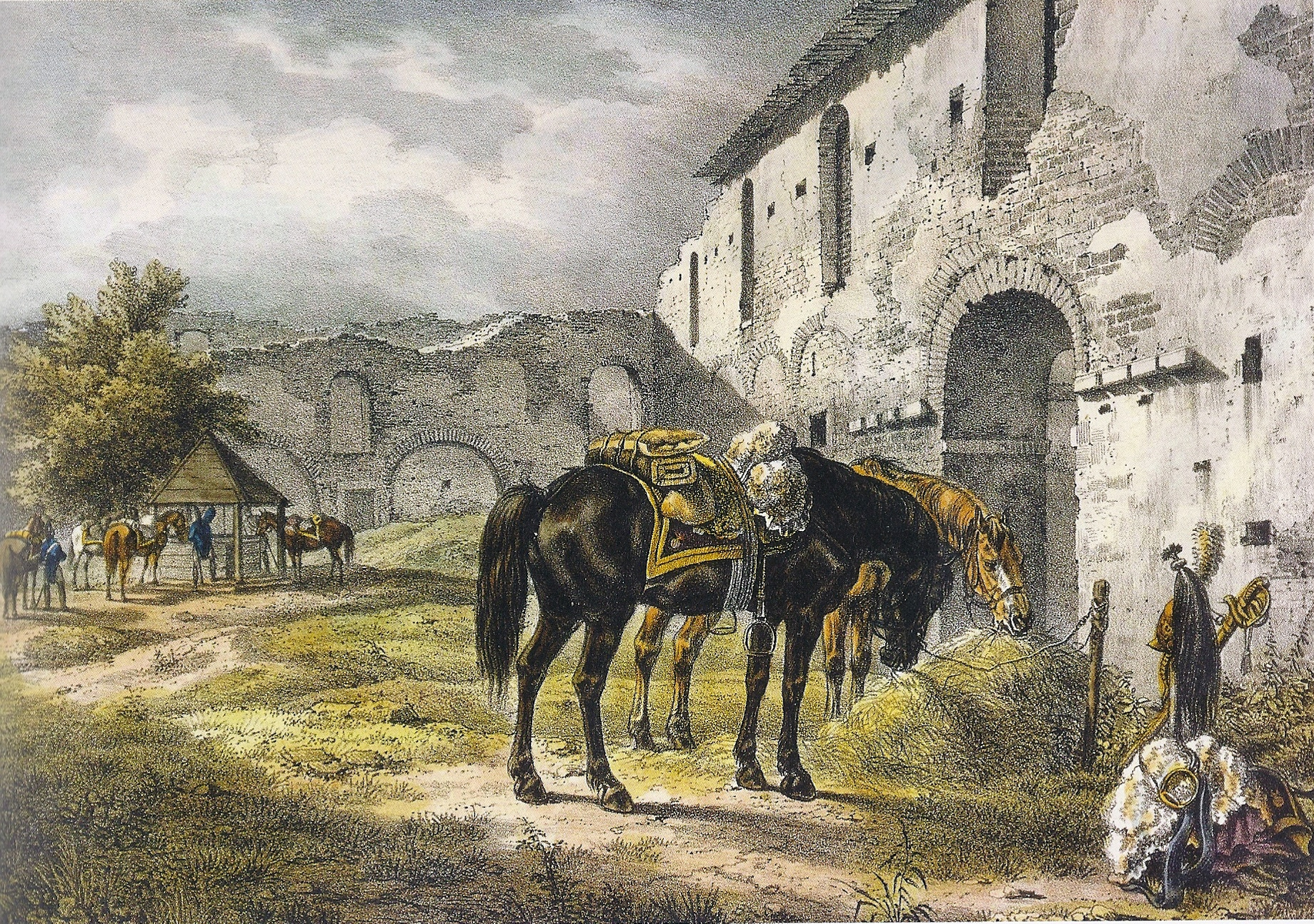
Caballos perteneciente a la caballería francesa, en reposo el año 1812 en Rusia.

La alimentación de los caballos de los ejércitos requiere un cuidado especial, especialmente en términos de equilibrio nutricional. En efecto, «es la avena la que 'da sangre' a los caballos [...] la paja, un alimento grosero destinado a lastrar el estómago, requiere, para su molienda antes de la ingestión, una energía muscular aproximadamente igual a la que proporciona su asimilación». La alimentación de los caballos representa una masa importante para la logística: «según la tabla de racionamiento establecida en 1810... que asigna 7,5 a 9,0 kg de heno y la misma cantidad de paja y 8,5 a 9,5 litros de avena por caballo y día, según el arma y el uso, se deben proporcionar de 3.000 a 3.500 toneladas de alimento por día a los caballos, lo que requiere 2.000 furgonetas tiradas por 8.000 caballos». Como en el caso del suministro de la tropa, la administración debe por lo tanto vivre sur le pays para los animales, con los forrajeros encargándose de encontrar o cortar la paja y el heno.
Durante las caminatas, la longitud de las etapas, el ritmo, los descansos, la alimentación y la bebida son también elementos esenciales de la gestión sostenible de los equinos, especialmente para los caballos de tiro. «La etapa comienza en el paseo, que dura una hora. Luego una pausa de unos diez minutos permite a los caballos hacer sus necesidades. Los jinetes vuelven a sangrar, revisan los paquetes y empiezan a caminar de nuevo. Luego trotan durante dos horas antes de reanudar el paseo y trotar de nuevo. En las subidas y bajadas demasiado empinadas, los hombres ponen el pie en el suelo. A su llegada, los caballos fueron acurrucados, alimentados y, si era posible, protegidos, especialmente en grandes edificios convertidos para la ocasión en improvisados establos». La catastrófica matanza de caballos durante la campaña rusa fue causada principalmente por enfermedades, deficiencias y negligencia en la gestión de los cuidados adecuados y en la alimentación, que fueron evidentes desde el comienzo de las operaciones: «el cruce del Niemen tuvo lugar demasiado pronto. El centeno, el trigo y la avena, justo en la fase de ascenso, se cortan en la hierba, lo que, junto con la fatiga, causa la muerte de 7 a 8.000 caballos en los últimos días de junio [...] En el viaje de vuelta, en los caminos nevados, solamente hay paja en los tejados para la comida, lo que puede conducir a una muerte segura». El General Charles-Pierre-Lubin Griois señaló en sus memorias: «Los caballos, mojados durante el día y sin refugio por la noche, no tenían otro alimento que centeno verde mojado. Murieron en gran número, el camino fue cubierto con sus cadáveres, y durante estos tres días el ejército perdió al menos un cuarto de sus caballos de artillería y un gran número de sus caballos de caballería, aunque en menor proporción por la diferencia de fatiga que tuvieron que soportar». Se estima que las pérdidas de caballos durante diez años de guerra asciendieron a unos 300.000, de los cuales solamente una cuarta parte fueron pérdidas en combate, siendo la mala constitución de los animales, las enfermedades, el abandono y la mala nutrición factores de pérdida más graves.
Aparte del mantenimiento proporcionado por los soldados de las tropas al caballo, el cuidado en el campamento se confiaba a herradores y veterinarios.

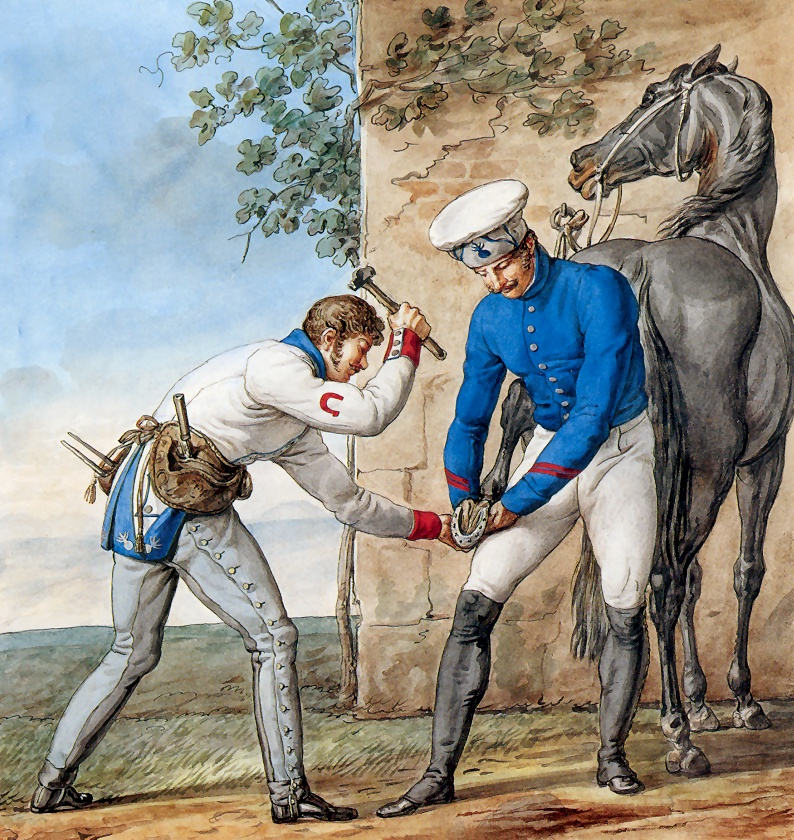
Herradores del regimiento de carabineros, por Carle Vernet.

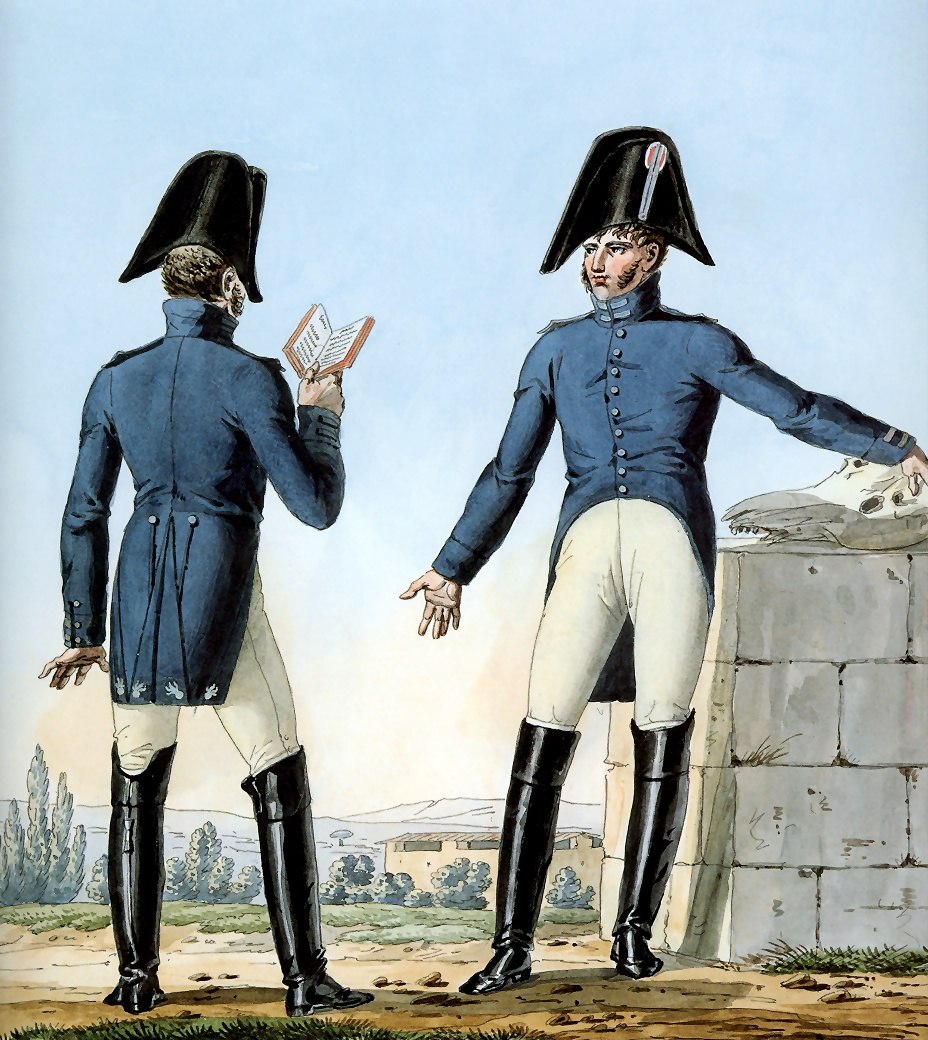
Veterinarios militares, por Carle Vernet.

Muchos de los traumas que hacen que los caballos no sean aptos para el servicio se deben a lesiones en la pierna o el pie del animal, lo que hace que el «recorte del caballo» —cuidado de las pezuñas— y el herrado sea una tarea esencial en el mantenimiento regular de los caballos en el campo, una tarea que realizan los herradores que también pueden tratar ciertas enfermedades o lesiones menores. La supervisión de estas tareas de cuidado y mantenimiento se puso, dentro de las unidades, bajo la autoridad de un «maestro mariscal» que, cuando se puso en marcha este proyecto de administración de los equinos en 1776, se le dio el título de «artista veterinario». En 1793, se integraron en el personal de las unidades.
El Antiguo Régimen había visto los comienzos del desarrollo de un verdadero servicio para la salud de los caballos para los ejércitos, con la formación de estudiantes de veterinaria a expensas del Estado y al comienzo del Consulado en 1799, siguiendo esta práctica, 20 estudiantes fueron enviados para su formación a expensas del Ministerio de Guerra a la École nationale vétérinaire d'Alfort o a las de Lyon y luego a las de Turín. Más tarde, «un decreto del 24 Prairial, An XI (13 de mayo de 1804) autorizó al cuerpo de tropas montadas a enviar oficiales y suboficiales a las escuelas para adquirir conocimientos ecuestres. Luego, el 22 de abril de 1807, un decreto instituyó un segundo veterinario por regimiento —que permitiría que uno se mantuviera en el depósito, mientras que el otro seguiría a las unidades en el campo— [...] La necesidad, sin embargo, llevó al uso, a partir de enero de 1812, de subasistentes veterinarios. Viniendo del reclutamiento, generalmente sin diploma, eran en cierto modo enfermeros de caballos». Más tarde, un decreto imperial del 15 de enero de 1813 «sobre la enseñanza y el ejercicio de la medicina veterinaria» organizó la profesión a nivel nacional, por lo que los practicantes formados recibieron el título de «mariscal veterinario» o «médico veterinario» después de tres años de estudio y perfeccionamiento en la escuela de Alfort. Los «mariscales veterinarios» estaban «adscritos a los depósitos y escuadrones de guerra de las tropas a caballo, y se encargarán del tratamiento de los caballos enfermos, de la dirección del servicio de herradores y de la ejecución del herrado en los casos difíciles», siendo los veterinarios responsables, en calidad de inspectores, «del servicio de los depósitos generales, de los grandes remontes, de los grandes parques de artillería, de la ingeniería y de los tripulantes».
Un informe redactado en 1811 por el general Claude Antoine Hippolyte de Préval, oficial de caballería y maître des requêtes en el Consejo de Estado, puso finalmente en perspectiva el papel desempeñado por estos veterinarios militares en el ejército imperial: «La importancia de los veterinarios en el cuerpo y la necesidad de que tengan muchas habilidades es exagerada; muy raramente, incluso en tiempos de paz, se tratan enfermedades graves y duraderas; el precio de los alimentos y las medicinas, comparado con el valor del caballo, la incertidumbre de su recuperación y los servicios que se pueden obtener, si se produce, casi siempre conducen a la decisión de vender. La movilidad de las tropas en el campo y la cantidad de caballos que hay que preparar hacen necesario abandonar a los que están muy enfermos. En el depósito había muy pocos, ya que en cuanto se recibían los caballos, se enviaban al ejército. La importancia de su cooperación durante los remontes es todavía mayor. Lo esencial es asegurar los medios de un caballo, y en este tipo de trabajo, la experiencia de los oficiales de entrenamiento y los comerciantes de caballos es superior a todas las teorías. Nunca se juzga mejor a los caballos que cuando han sido montados mucho y trotados bajo el látigo».

### Logística y administración de la Guardia Imperial

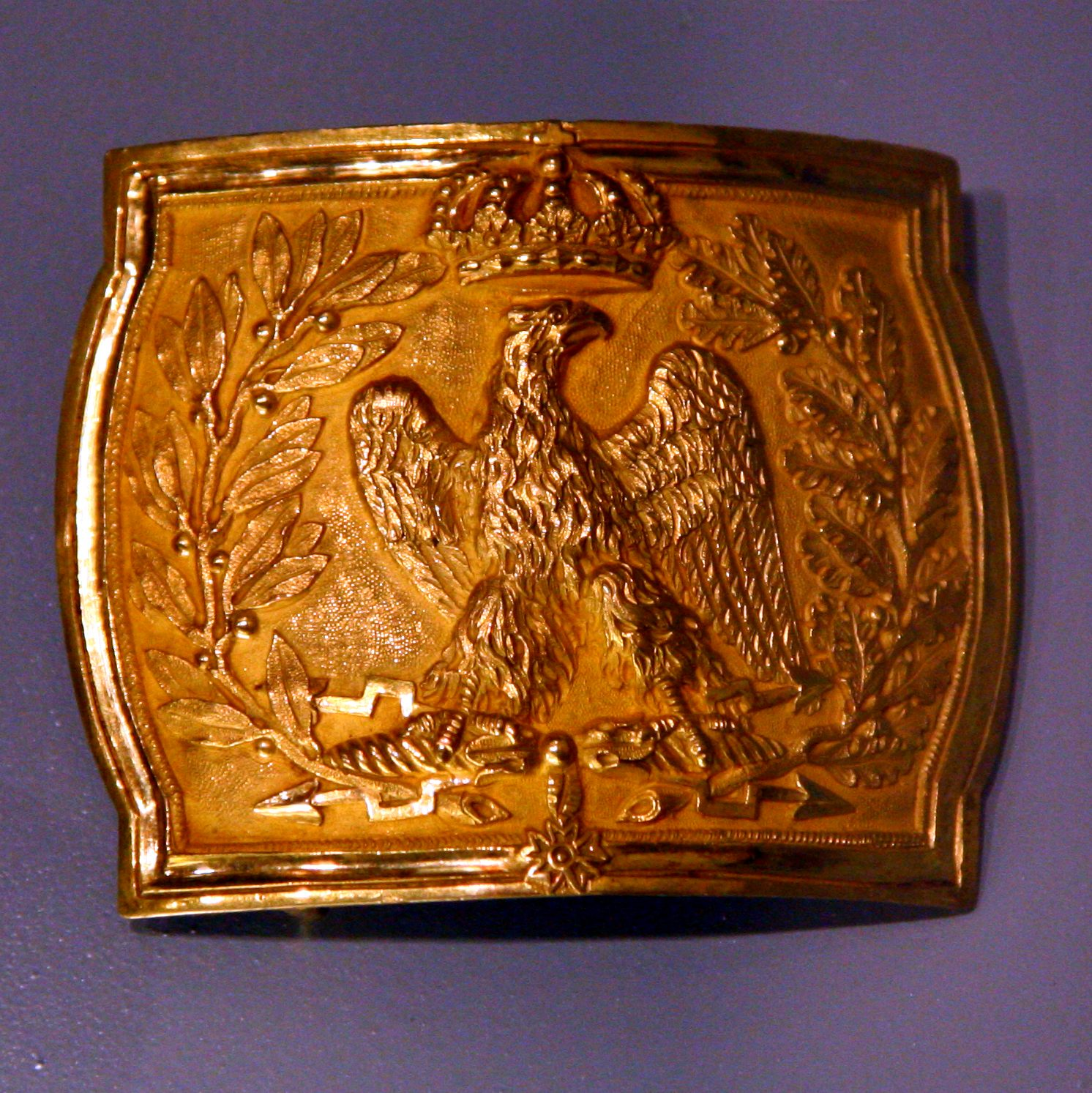
Hebilla de cinturón de un oficial de la Guardia Imperial.

La Guardia Imperial, una unidad de élite y prestigiosa del ejército de Napoleón, fue objeto de especial atención por parte del Emperador, sobre todo en lo que respecta a su equipamiento y armamento. Así pues, cabe destacar que la reforma general de la indumentaria de 1812, que dio lugar a la adopción provisional del uniforme blanco, no se aplicó a este cuerpo en particular. Las armas de la Guardia, por su parte, procedían principalmente de la fábrica de armas de Versalles. Idénticas a las del sistema del armamento del An IX suministradas a la línea, se distinguen por un acabado y una calidad superior: así, el fusil de la Guardia difiere del de la línea por el uso de latón en lugar de hierro para el cartucho del granadero, el guardamonte y la culata —extremo encajado en el hombro antes de disparar—.
Este cuerpo disfrutó de otros «privilegios logísticos» hasta 1815 tenía su propio jefe de sastrería, los regimientos tenían un maestro sastre y un maestro zapatero en su personal. En el campamento, la Guardia tenía los mejores alojamientos y los suministros se proporcionaban de forma prioritaria. Se prestó especial atención al remonte de su caballería.

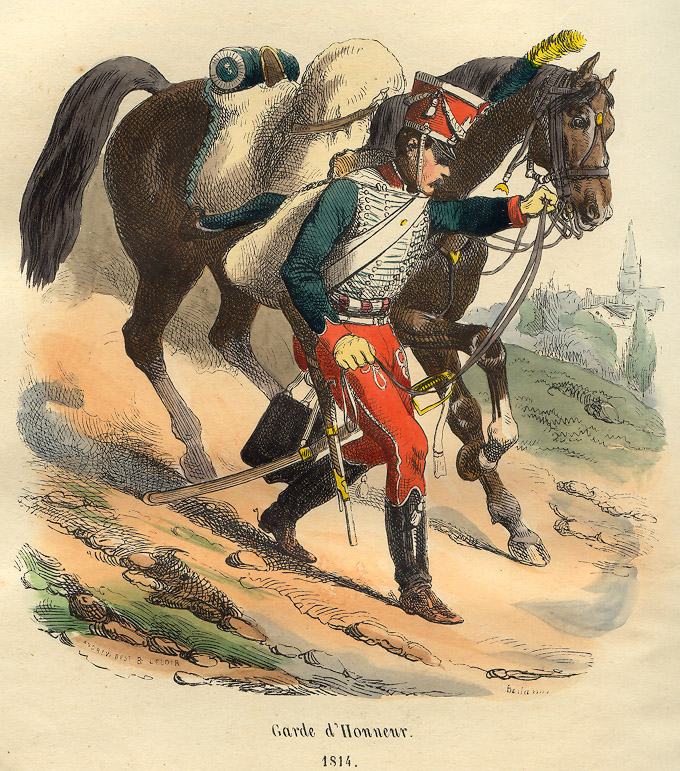
Guardia de Honor Francesa (1813-1814), ilustración de Hippolyte Bellangé. Los soldados de los cuatro regimientos que constituían este cuerpo de caballería ligera, que —en teoría— tenían que equiparse a sus expensas, se proveyeron de uniformes y efectos militares de los artesanos y de la pequeña industria de los departamentos donde las unidades se levantaban, y en principio tuvieron que adquirir sus monturas también a sus expensas.

A principios de 1813, después del desastre de la campaña rusa, Napoleón Bonaparte tuvo que reclutar nuevas tropas para hacer frente a la Sexta Coalición. Así pues, el Emperador procedió a movilizar un contingente de 350.000 hombres a través de un senadoconsulto promulgado el 11 de enero de 1813. El 3 de abril se promulgó una nueva movilización senadoconsulto y fue con ocasión de esta nueva movilización que se creó el cuerpo de guardias de honor, con cuatro regimientos adscritos a la Guardia Imperial. «Sus efectivos estabab compuestos por los hijos de las familias más respetadas de los 130 departamentos del Imperio», vistiéndose, ensamblándose y equipándose a sus expensas. Este reclutamiento «elitista» iba a estar sujeto a muchos giros, «las derrotas apenas inclinaban a los jóvenes ricos a la vocación militar, que eran reemplazados por jóvenes sin fortuna, que simplemente proporcionaban el dinero para el equipo». «Siendo la necesidad la ley», los hijos de familias modestas e indefensas se alistaban en las filas de esta nueva falange. En el Alto Garona, el 20 de abril se abrió un registro de alistamiento y se levantó el reclutamiento «rápidamente y en buenas condiciones, ya que el 11 de agosto de 1813 se alcanzó el número máximo de guardias de honor en el departamento, e incluso se superó, ya que en la lista que el prefecto envió al Ministro de Guerra figuraban 88 jóvenes». Sin embargo, «parece que, como en el Ain, la tasa concernía más a los jóvenes de origen modesto que a los hijos de la burguesía y de la nobleza como deseaba Napoleón; de hecho, de los 88 guardias de Alto Garona, 41 no pagaron su equipo y lo recibieron de la prefectura». Por otra parte, «38 Guardias pagaron sus caballos, 50 los recibieron del Prefecto y 40 pagaron sus arneses, 48 los recibieron del Prefecto, los fondos destinados a estos suministros para los guardias que no podían financiarlos fueron tomados, dentro de un fondo común, de las personas más ricas del departamento». En cuanto a la logística de esta unidad, tras una vana prospección del mercado local de Toulouse para la fabricación de uniformes, «es un sastre de Tours quien obtiene el contrato para la fabricación de los uniformes de los Guardias, faltando la tela en el Alto Garona», dos fabricantes de Toulouse obtienen los suministros de equipamiento y arneses de las monturas». El 11 de mayo de 1813, el empresario de Tours envió un presupuesto y muestras al Prefecto de Alto Garona: se comprometió a fabricar el dolmán, la pelliza, el hongroise, el chaleco, el abrigo, el gorro de cuartel y el cinturón de bufanda, con tela fina de buena calidad de color escarlata y verde oscuro a 31 francos por metro. Por su parte, «los dos fabricantes de Toulouse se comprometieron [...] el 25 de mayo de 1813, a suministrar para la primera entrega 60 artículos de equipamiento, entre el 15 y el 20 de junio, y los arneses para la segunda entrega en la siguiente docena».

### El ejército de los Cien Días en 1815
Anticipándose al previsible conflicto que le impondría la «Séptima Coalición», formada para afrontar a su regreso al poder, Napoleón organizó de manera rigurosa y metódica el nuevo «esfuerzo de guerra» al que esta situación política internacional obligaría a la economía francesa a partir de abril de 1815.
El armamento, un remanente de las campañas anteriores, a pesar de las pérdidas sufridas, era suficiente para proporcionar una fuerza armada sustancial: los almacenes contenían 150.000 rifles nuevos y otros 300.000 en piezas de repuesto o para ser reparados. Un gran número de armerías de París suministraban 1.500 rifles al día, y antes del 1 de julio tenían que entregar de 3.000 a 4.000.
Dándose prioridad a este armamento, la provisión de equipos y uniformes pasó a un segundo plano, y Henry Lachouque en su obra Waterloo 1815 describe al Ejército del Norte en la campaña belga en los siguientes términos: "las columnas de marcha están desvencijadas, pero la placa de cobre con el águila imperial brilla sobre los frentes. Extraído de los armarios, este «reloj de cuco» [...] ha ocupado su lugar en los shakos, los osos de peluche y los cascos. Los negligentes incluso martillaron las flores de lis, esquilando los emblemas de los Borbones. Bien pulidos, estos escombros todavía realzan la miseria de los abrigos, los capotes, las gorras de cuartel destrozadas [...] embellecen los pantalones sueltos de lona gruesa, los trapos multicolores cortados, cosidos, enhebrados apresuradamente en los talleres y fábricas durante diez semanas [...]. Abrigos civiles con charreteras deslustradas y botones militares, aquí y allá, ordenan falanges que recuerdan a los antiguos [...] y al emperador su juventud de 1796. El primero de los cazadores a caballo hace campaña con su casco del regimiento del rey. Hay una falta de tela azul, pero los capotes verdes o marrones son mejores que ningún capote. La caballería estaba en mejores condiciones, pero algunos regimientos de coraceros, el 11.º en particular, carecían de armadura [...] Todo esto es menos colorido que las composiciones de los pintores militares.

## Consecuencias económicas para Europa de las guerras napoleónicas

### Conquistas europeas de la República y el Imperio

El Imperio Francés y sus vasallos en 1812
Confederación del Rin
Reino de Italia
Reino de Nápoles (1806-1815)

El año 1794 vio, con la segunda anexión francesa de los Estados de Bélgica, la ocupación y luego la anexión de los Países Bajos Austríacos y del Principado de Lieja, que se convirtieron en los Departamentos Unidos. La creación del Reino de Holanda en 1806 también llevó a los Países Bajos a la «esfera de influencia» del Imperio Francés antes de su anexión total en 1810.
Después de las tres campañas italianas (1796-1797, 1799-1800 y 1805), la península se encontró a su vez bajo dominio francés.
Después de las campañas de Austria en 1805 y de Prusia y Polonia en 1806-1807, el mosaico de Estados que entonces componían lo que hoy es Alemania —se encontró bajo ocupación o «tutela» en el marco de la Confederación del Rin— del Imperio Francés y sus recursos industriales fueron a su vez utilizados para servir al esfuerzo bélico francés-. El Imperio de Austria fue ocupado después de la campaña de 1809.

### Bloqueo Continental

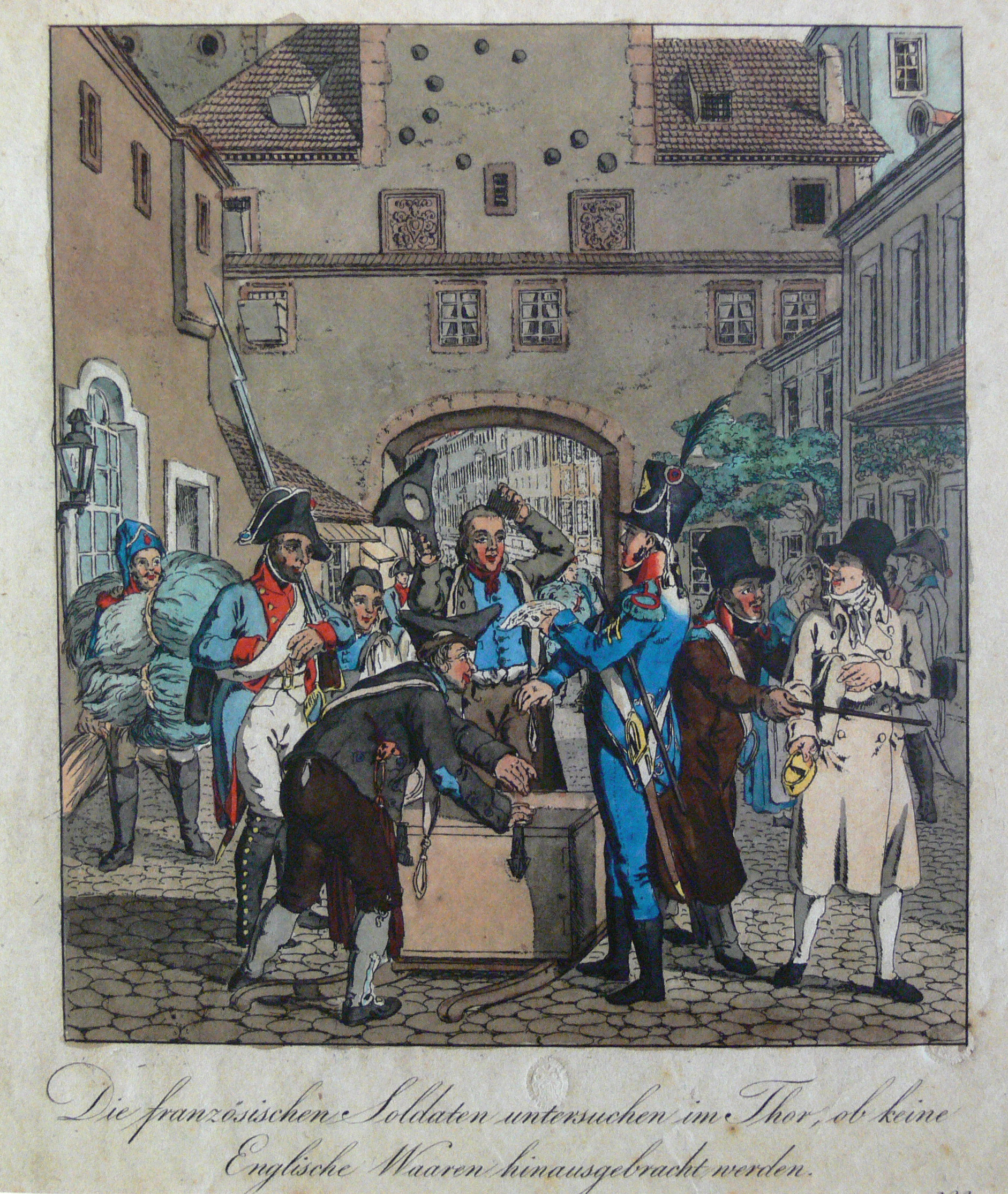
Soldados franceses inspeccionando mercancías en Leipzig en 1806 en busca de contrabando.

Cuando Francia y el Reino Unido firmaron el Tratado de Amiens en marzo de 1802, confirmando la posesión francesa de Bélgica y del puerto de Amberes, el Imperio gozó realmente de la condición de potencia mundial, tanto en el plano comercial como en el político. La paz se rompió tras el regreso al poder de William Pitt (el Joven), que organizó la Tercera Coalición y declaró la guerra a Francia. La flota británica destruye casi por completo a su homóloga francesa en la batalla de Trafalgar, ganando así el control de los mares. Pitt fue aclamado como el «salvador de Europa» pero él respondió: «Inglaterra se salvó a sí misma a través de sus esfuerzos y esperemos que salve a Europa con su ejemplo».
Napoleón reconoció la imposibilidad de luchar en el dominio marítimo y, como declaró en una carta a su hermano Luis, rey de Holanda, intentó «reconquistar las colonias por tierra» y «conquistar el mar por tierra», impidiendo que el Reino Unido y sus aliados comerciaran con el resto de Europa. A tal fin, aplicó la estrategia del Bloqueo Continental iniciada por el Decreto de Berlín de noviembre de 1806, cuyo objetivo era «agravar el bochorno de Inglaterra [...] (creyendo) que es más importante empobrecerla que hacerla morir de hambre», ya que, «desde las guerras de la Primera Coalición contra la República, el Reino Unido ha sido el principal financiador de los enemigos de Francia».
El decreto, firmado el 21 de noviembre de 1806 y publicado el 5 de diciembre en el Journal Officiel, se limitó a formalizar y «legitimar» una situación de hecho: en el transcurso del año, las desembocaduras de los ríos Ems, Weser y Elba ya habían sido cerradas a las importaciones británicas, al igual que los puertos franceses, cerrando así Alemania a las mercancías inglesas, el acto firmado por Napoleón tenía por objeto sobre todo extender el Bloqueo a todo el Imperio, sus aliados y las naciones formalmente ocupadas.

### Contribuciones de las economías europeas al esfuerzo de la guerra de Napoleón
La participación de las naciones y regiones conquistadas por Francia desde el comienzo de las guerras revolucionarias comenzó a finales del decenio de 1790, en particular por iniciativa del general Napoleón Bonaparte en Italia mucho antes de su acceso al Consulado y a la dignidad imperial.

#### Compensación de guerra y «tutela financiera»
El principio de imponer compensaciones y contribuciones de guerra a las naciones derrotadas se institucionalizó ya en la época de la campaña austríaca de 1805: «el 21 de octubre, un programa de Elchingen decidió que las contribuciones de guerra se recaudarían en beneficio del ejército, y que el cuerpo de inspectores con las revisiones sería responsable de esta recaudación». El 14 de noviembre, Louis Alexandre Berthier, por orden de Napoleón, puso a Daru al frente de la administración austríaca con las atribuciones de un Ministro de Hacienda, del Interior y de la Administración Militar de un país ocupado, mientras que Napoleón impuso la recaudación de una contribución de cien millones de francos. «Todas las provincias austriacas y las ciudades de Viena y Trieste son gravadas según un estudio económico que se supone que revela su verdadera capacidad de contribución».

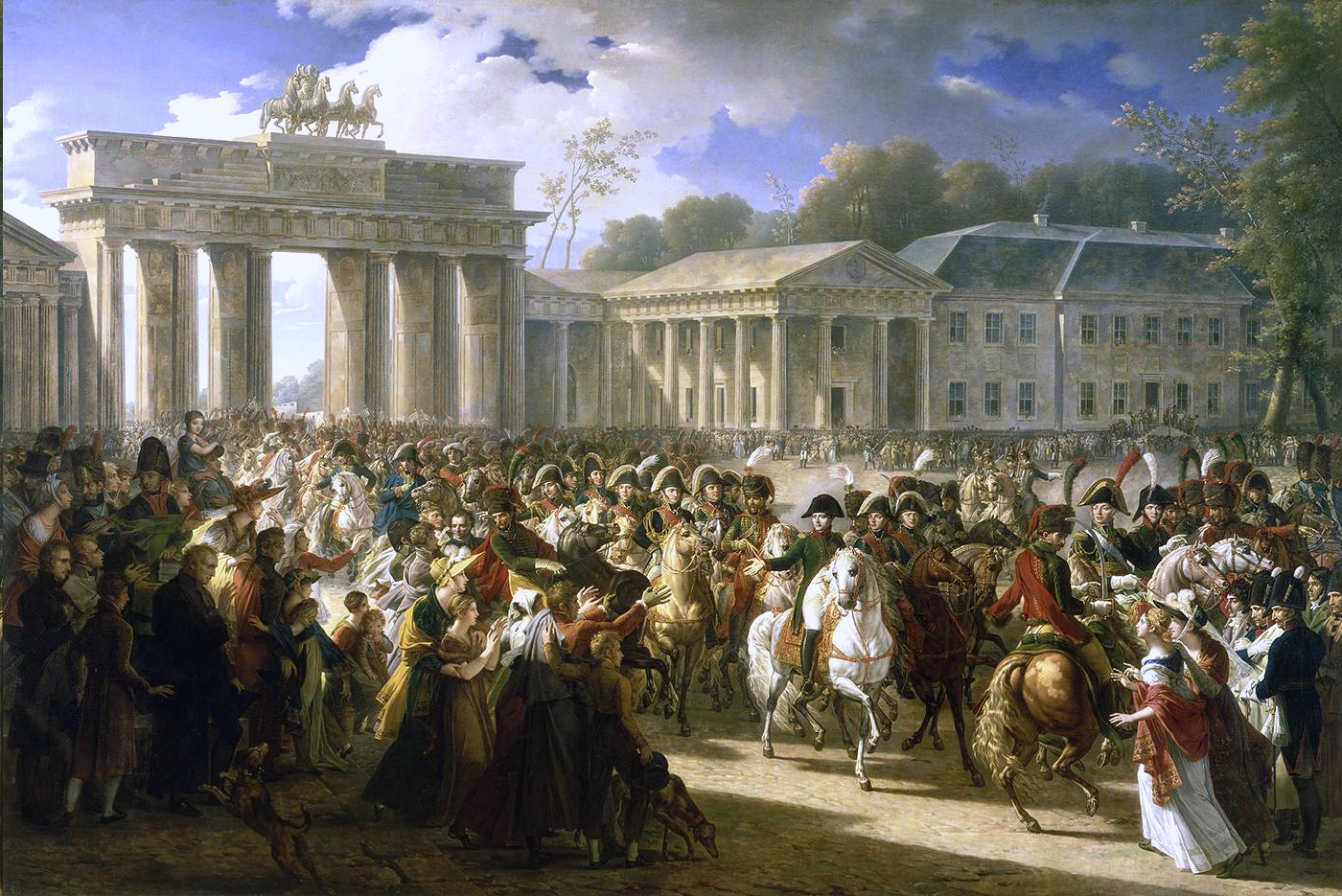
La Grande Armée desfilando en Berlín. Pintura de Charles Meynier.

Prusia, derrotada después de la guerra de 1806, fue a su vez condenada al pago de una indemnización de guerra de 120 millones de francos, cuyo pago estaba garantizado por la ocupación militar del país. Daru, por decreto del 19 de octubre, fue nombrado Intendente General del ejército y Director de la administración de los países conquistados, encargado de la doble tarea de asegurar el abastecimiento del ejército y la administración de Prusia. «En Berlín, mientras hacía un inventario de las arcas públicas, Daru encontró 800.000 francos». Prusia se dividió en cuatro departamentos, cuya administración se confió, bajo su autoridad, a un administrador general de finanzas y dominios y a un administrador general de contribuciones. «Cuando esta administración tomó posesión, los franceses se apoderaron de todos los almacenes, cajas registradoras y haciendas pertenecientes al rey de Prusia; dirigieron la recaudación de los impuestos ordinarios y extraordinarios y la administración de las haciendas, minas y salinas».
En 1809, Napoleón, deseoso de poner de rodillas a Austria, en guerra con Francia desde 1792, que acababa de derrotar por segunda vez, impuso al Imperio de los Habsburgo estrictas condiciones de paz mediante el Tratado de Schönbrunn: reducción de sus fuerzas armadas, transferencia de territorio a Francia y a su aliado ruso y pago de una fuerte reparación de guerra de 85 millones de francos, treinta de los cuales debían pagarse antes de la evacuación de Viena y el excedente ajustable en letras de cambio pagaderas mensualmente a razón de 4 millones para cada uno de los cinco primeros meses, y 6 millones para cada uno de los meses siguientes, a partir de enero de 1810. También le exigía que se adhiriera «al sistema prohibitivo adoptado por Francia y Rusia con respecto a Inglaterra», obligando así al Imperio de los Habsburgo a sumarse a la política de Bloqueo Continental impuesta por Napoleón al Reino Unido. En 1806, Pierre Daru fue nombrado Intendente General de los países conquistados y fue asistido en esta tarea por Louis Pierre Édouard Bignon, quien fue nombrado comisario imperial ante las autoridades prusianas, responsable de la administración general de los bienes y las finanzas de las provincias conquistadas en 1806. Fue llamado a Viena en 1809 para ayudar a Daru de nuevo, Napoleón «tenía la intención de emplear a los mismos hombres que en Berlín para beneficiarse de su experiencia y facilitar la instalación de una administración provisional». A principios de julio, «Napoleón convocó a Daru a su cuartel general para informarle de que la contribución de Austria a la guerra sería de 200.000.000 —el doble de la de 1805—. Esta contribución fue establecida después de un estudio de la capacidad de las provincias para contribuir.... El 12 de julio, se firmó un armisticio...  Daru se apoderó de las tiendas y los ingresos austríacos y fue aconsejado por Napoleón de ser «inflexible»... Como las contribuciones no llegaron bien, Napoleón amenazó con requisarlo todo. A Daru se le encomendó la tarea de relanzar la lotería, vigilar el impuesto sobre los sellos postales, la venta de sal, tabaco y madera... A finales de septiembre, solamente un cuarto de las contribuciones habían llegado ... Finalmente, el 14 de octubre, se firmó la paz. Austria dio 30 millones en efectivo [...] mientras tanto Daru vendió todo lo que pueda; Austria también debía pagar cincuenta millones en letras de cambio; Francia toma posesión de Iliria».

#### Botines de guerra

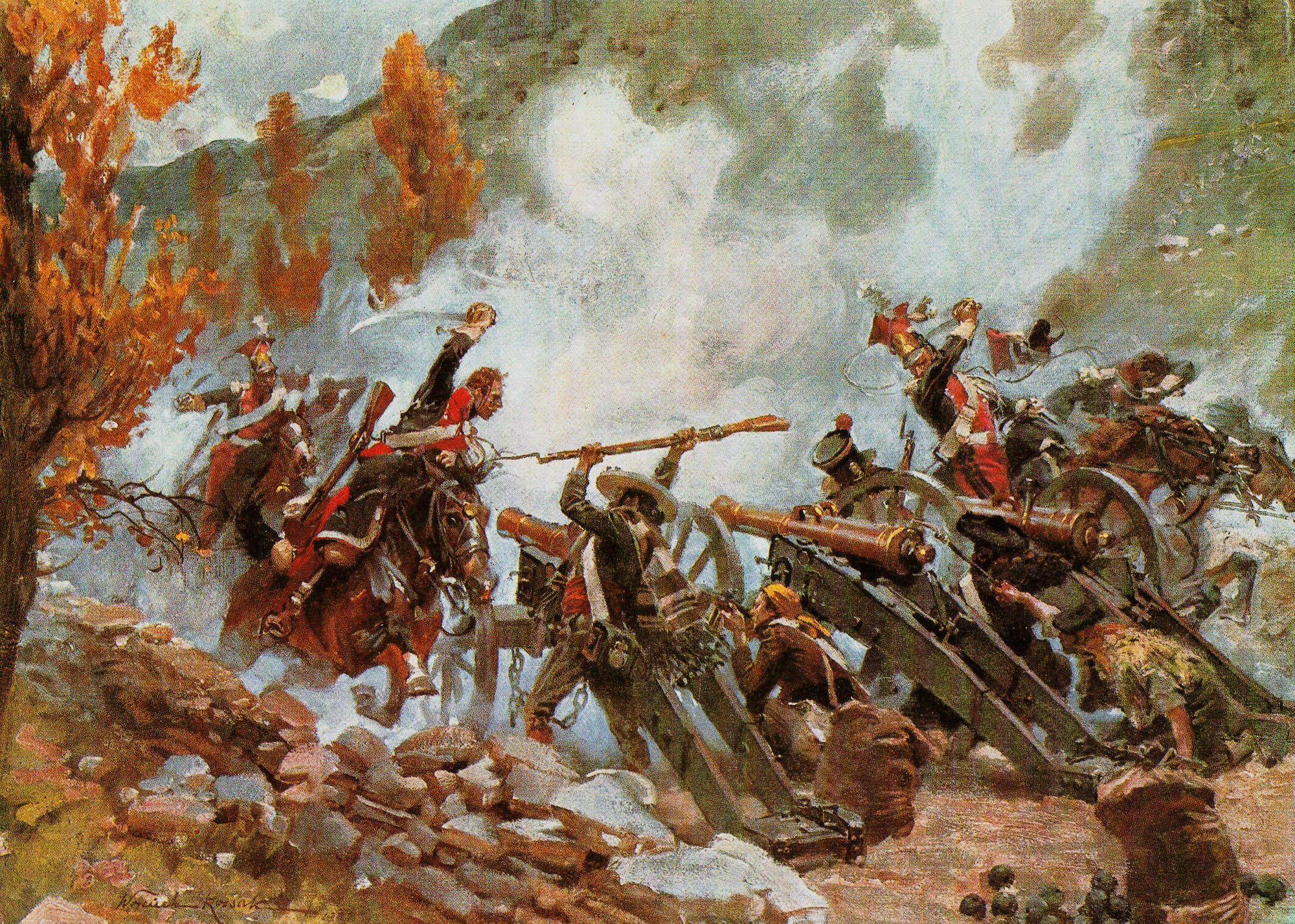
Lanceros poloneses de la Guardia Imperial, apoderándose de los cañones enemigos en la Batalla de Somosierra (1808). Las piezas de artillería enemigas eran preciosas capturas de guerra para los ejércitos de Napoleón.

Durante la primera campaña italiana, el ejército francés se apoderó, sobre todo en las plazas, de una gran cantidad de botín de los austriacos, incluyendo cañones, rifles, pólvora, comida, sal, etc. El general Bonaparte rápidamente supo aprovechar este botín organizando metódicamente su reutilización. Así, en una carta de fecha 20 de fructidor An V (6 de septiembre de 1797) dirigida al general Augustin de Lespinasse, hizo varias recomendaciones relativas a la reutilización del armamento tomado a los austríacos, asignando las piezas de artillería al armamento de la plaza de  Palmanova y disponiendo las existencias de fusiles austríacos y venecianos para la defensa de esta ciudad y de Mantua: «El ciudadano Songis vaciará los depósitos de todos los rifles austriacos enviará a Mantua, excepto 1.500, que guardará para la defensa de la plaza. Pondrá en el almacén del ejército todos los fusiles venecianos pertenecientes a nuestra infantería, que deben mantenerse en buen estado y en reserva para el armamento del ejército, donde 
Palmanova será el depósito principal».
Bajo el Consulado, cuando se decidió reformar el sistema de artillería de Gribeauval tras el informe del «Comité de artillería», se sustituyeron los cañones de calibre 4 y 8 por cañones intermedios de calibre 6. Además de las mejoras técnicas y la racionalización industrial realizadas y del interés puramente militar de la reforma, esta medida tenía también la ventaja de que «la enorme cantidad de munición de calibre 6 tomada a los austríacos podía utilizarse de esta manera, lo que representaba un ahorro». Además de los cañones, los caballos eran particularmente apreciados como botín en la guerra: durante la campaña de 1809, se tomaron 2.000 caballos de los austriacos, que era casi la totalidad de la posesión de dos regimientos de caballería.
Además del botín que se le quitaba al enemigo durante las operaciones, la confiscación de suministros militares, armas y caballos también formaba parte de las contribuciones de guerra impuestas a las naciones derrotadas. Como tal, Austria se había visto obligada en 1805 a proporcionar a los ejércitos franceses 200.000 pares de zapatos, 2.000 pares de botas, 6.000 caballos y 6.000 sillas de montar, y «después de la captura de Viena, los artilleros encontraron más de 2.000 cañones en el arsenal de la ciudad». 37 Al final de la campaña prusiana de 1806, se incautaron 10.000 fusiles o mosquetes, 12.000 a 13.000 pistolas y 27.000 sables en el arsenal de Berlín, y «tras la victoria de Jena, los baluartes de Prusia, Magdeburgo en particular, entregaron existencias de armas de fuego que enriquecieron el parque de artillería del Emperador».

#### Movilización de los recursos locales
Tras las conquistas francesas, se establecieron nuevas fábricas de armas imperiales en los territorios anexionados en Lieja y en Turín —que producía armas reglamentarias francesas para el ejército francés y las tropas italianas de Napoleón— y en Culemborg en los Países Bajos.

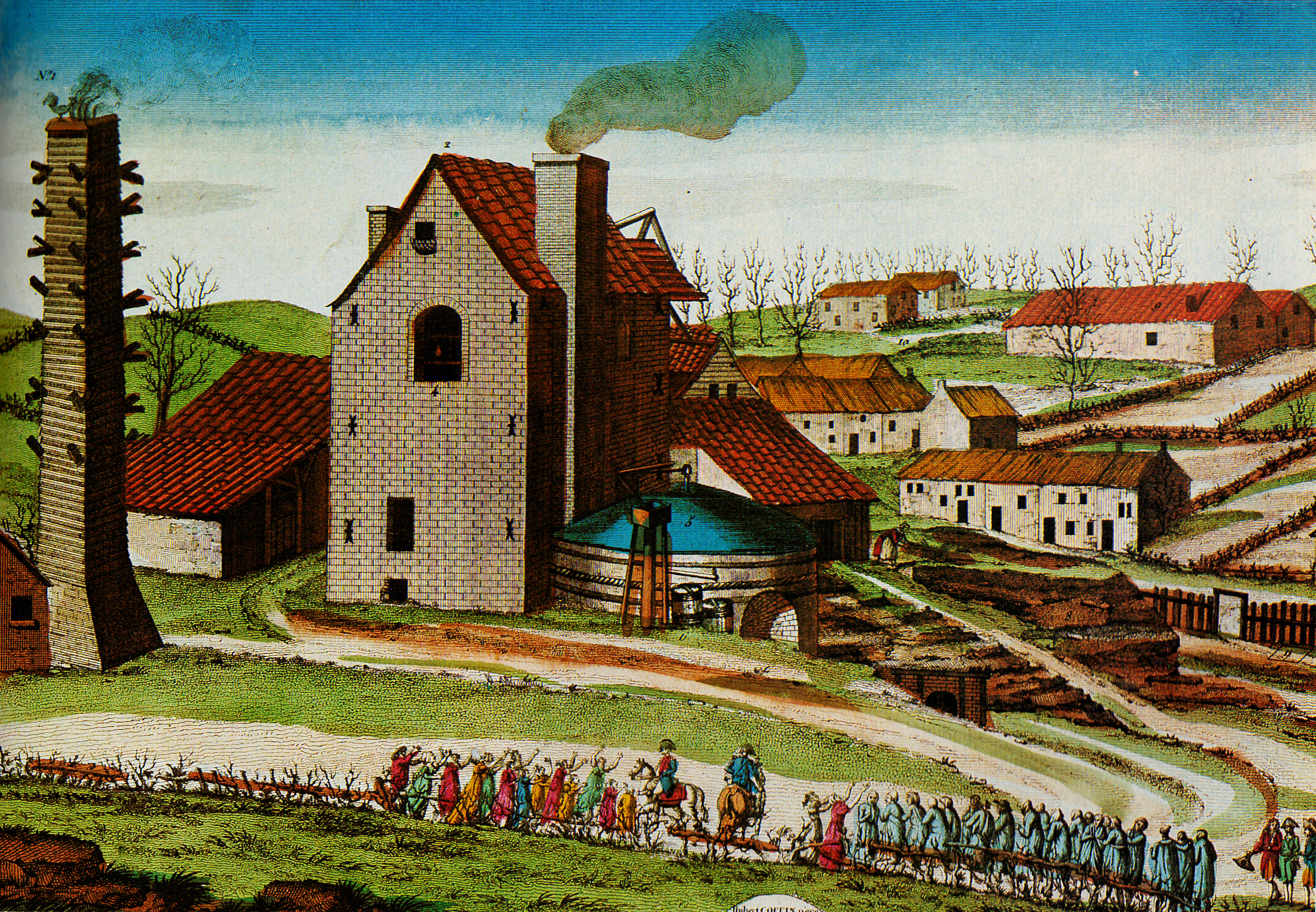
La mina Beaujonc cerca de Lieja en marzo de 1812.

En los «departamentos unidos» (Bélgica), los fabricantes de armas de Lieja se beneficiaron durante mucho tiempo de un saber hacer reconocido en toda Europa y fueron los primeros europeos en integrarse en la economía militar de Francia, todavía bajo el dominio republicano de la época. Con el advenimiento del Primer Imperio, «Napoleón, constantemente en guerra con toda Europa, alentó la industria belga para que sus productos se incorporaran a su economía de guerra. Como resultado, las necesidades de los ejércitos dieron lugar a grandes pedidos» en la confección de uniformes militares, la curtiembre, la carretería y las fundiciones de cañones. Por su parte, «la fábrica de armas de Lieja recibió la orden de enviar 27.000 rifles al ejército anualmente». En cuanto a la fundición de cañones de Lieja, bajo el Consulado y el Imperio, «fabricó alrededor de 7.000 cañones de todos los calibres, tanto para la marina como para las baterías costeras».  En 1808, la  Relevé statistique du Département de l'Ourthe proporciona diversas informaciones financieras y económicas sobre la fundición: el personal ascendía a 113 personas, los gastos del establecimiento se elevaban a 472.682 francos y 90 céntimos, de los cuales 258.888 francos y 67 céntimos se destinaron a la compra de hierro y de hierro ya fundido, la producción fue de 560 cañones y «carronadas» (carretas de transporte), para un peso total de 1.210.717 kilos, con un rendimiento de 738.537 francos y 37 céntimos.
También se utilizaron los recursos económicos y logísticos de los países ocupados. «El remonte se llevó a cabo en parte en Alemania mediante los botines en tiempo de guerra, compras o requisas, a partir de 1805». Derrotada al final de la campaña de 1806, la Prusia ocupada se vio obligada a «proporcionar al Emperador alimentos, cañones, rifles, municiones, caballos, etc., suficientes para mantener un ejército durante una campaña». El Tratado de Schönbrunn de 1809 estipulaba «que el ejército francés tomará (en Austria) lo que sus provisiones no puedan proveer para la alimentación de las tropas».

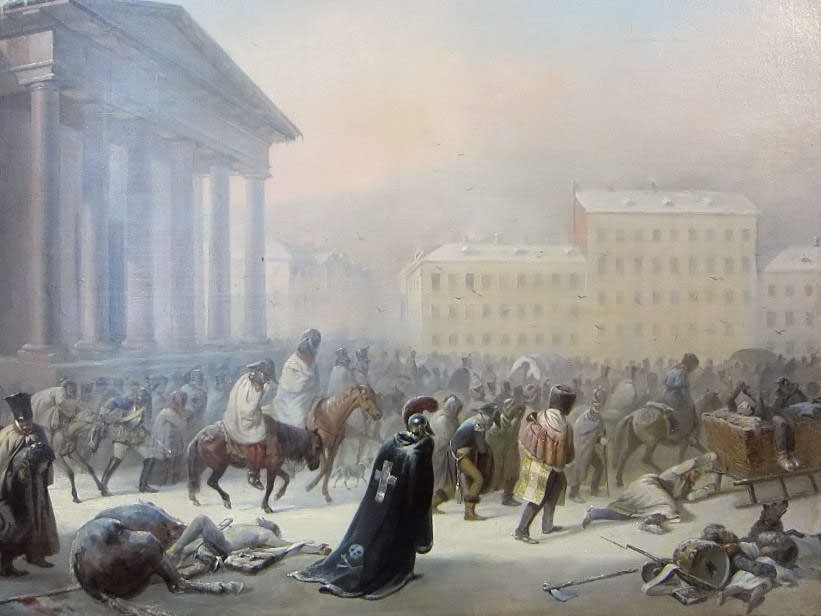
Los restos de la Grande Armée en [Vilnius]. Soldados hambrientos saqueaban las tiendas de la ciudad y se necesitó toda la habilidad de Daru a principios de 1813 para reconstruir un ejército con los pobres residuos de la retirada de Rusia.

A principios de 1813, Pierre Daru movilizó los recursos de Prusia Oriental para alimentar y reequipar los escombros de la Grande Armée tras la desastrosa retirada de Rusia, permitiendo así llenar abundantemente las plazas de Stettin, Küstrin, Glogau e incluso Spandau, «(de) millones de raciones de harina, arroz, sal y licor, (de) cientos de miles de raciones de galletas, carne salada, vino, heno, paja y avena, con la compra de 32.000 caballos para el remonte de la caballería y los servicios del transporte». Durante la campaña contra la Sexta Coalición, que comenzó en primavera, se solicitaron caballos de toda Alemania. Daru llegó a Maguncia el 11 de abril de 1813 y tuvo que entregar 50.000 quintales de harina y 300.000 raciones de galletas. En junio, la plaza de Dresde se convirtió en el punto de transporte de los recursos: allí se iban a fabricar galletas con harina de Erfurt y Magdeburgo; a cada cuerpo se le suministraban 20 días de galletas y 10 días de harina. En julio, se instalaron almacenes en varias ciudades alemanas, pero el 13 de septiembre, el emperador se queja de la falta de alimentos y le pide que vaya al mercado. «El país, de hecho, había estado "agotado" durante seis meses cuando los ejércitos lo cruzaron».

## Consecuencias económicas para Francia de las guerras napoleónicas
Las consecuencias económicas de las guerras napoleónicas formaron parte tanto del esfuerzo bélico de la economía francesa como del Bloqueo Continental.
El esfuerzo de guerra dio lugar a la aparición de una casta de empresarios enriquecida por los suministros a los ejércitos, pero causó déficits ininterrumpidos en las finanzas públicas de 1811 a 1815. Estos déficits eran principalmente el resultado de la acumulación de atrasos: en 1811, quedaban por pagar 3 millones de francos para el ejercicio fiscal de 1806, 6 millones para el ejercicio fiscal de 1808. Dado que los precios se habían mantenido relativamente estables, este déficit parece haber sido el resultado del aumento del gasto público y «obviamente, fueron los gastos de guerra los que llevaron a este aumento del gasto total [...] (habiendo) doblado sustancialmente en siete años». La derrota de 1815 tuvo también sus consecuencias financieras: al final del Tratado de París, Francia se vio obligada a pagar a los aliados beligerantes que habían derrotado a Napoleón y estaban unidos en la campaña francesa, una indemnización de más de 700 millones de francos de oro, la mayor indemnización de guerra jamás pagada por una nación en relación con su producto interno bruto, según el historiador económico François Crouzet.
Con la caída de Napoleón, Francia vio su imperio colonial reducido a unos pocos puestos comerciales: los asentamientos franceses en la India, la isla de Gorea en Senegal, algunas islas de las Antillas —en particular Guadeloupe, Martinica, su mitad de San Martín—, así como la Guayana Francesa y San Pedro y Miquelón. En 1803, Bonaparte había vendido Luisiana a los Estados Unidos, entre otras razones porque se encontró estratégicamente incapaz de defenderla contra los británicos y los españoles en el  Caribe; en 1804, había perdido su colonia más rica, Saint-Domingue, que se había independizado con el nombre de Haití tras una  revolución respaldada por los británicos después de la desastrosa expedición de Leclerc, cuyo fracaso hizo que el Primer Cónsul se diera cuenta de que era imposible defender su colonia norteamericana.
Si las guerras napoleónicas permitieron, mediante el esfuerzo de guerra, diversos avances técnicos y una racionalización de la producción industrial, así como la aparición de «capitalistas» gracias al proteccionismo establecido por el Bloqueo Continental que aseguraba salidas a las empresas francesas y a las provincias anexas, Francia todavía no estaba comprometida en la revolución industrial cuyos progresos se revelaron en estos conflictos; Al final del Imperio, la economía francesa seguía dependiendo de una economía basada principalmente en la agricultura, con el sector secundario formado por artesanos y fábricas que todavía funcionaban de la manera que prevalecía en la época del Antiguo Régimen.

## Los especuladores de la guerra

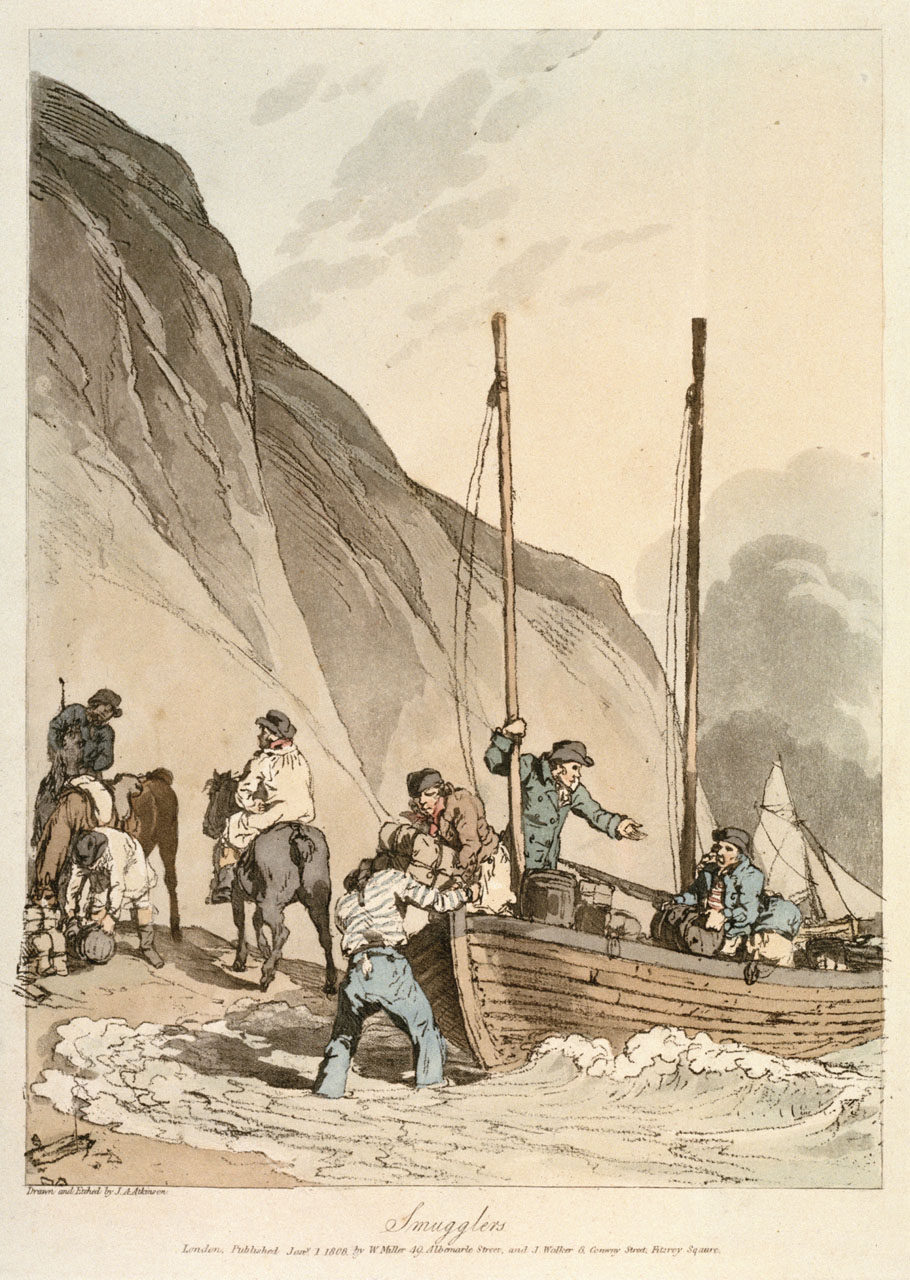
Los contrabandistas durante el Bloqueo Continental.

Las guerras de la Revolución, el Consulado y el Imperio vieron surgir una «casta» de hombres de negocios enriquecida por los suministros a los ejércitos o por el contrabando de productos ingleses que tuvo lugar en todas las costas de Europa, desde Dunkerque hasta Danzig, constituyendo esta casta una parte de la burguesía de Europa después del 7 de julio de 1815, fecha de la segunda abdicación de Napoleón.
Hasta la completa militarización de los servicios de administración y logística y la adopción de marcos jurídicos para la adjudicación de contratos públicos en el siglo XIX, el suministro de bienes e incluso servicios —transporte logístico— a los ejércitos se realizaba mediante procedimientos de «licitación» —solicitudes abiertas destinadas a obtener el mejor precio— o pedidos directos con demasiada frecuencia distorsionados por la interacción de relaciones o influencias privilegiadas, o incluso manchados por la corrupción, debido en particular a pliego de condiciones inexistentes o muy incompletas o a la colusión entre funcionarios públicos y proveedores privados. Un ejemplo de estas prácticas poco ortodoxas lo ofrece la fábrica de armas de Versalles, una «fábrica estatal» que Bonaparte, Primer Cónsul, entregó a Nicolás-Noël Boutet el 1 de septiembre de 1800 por un período de 18 años, con la garantía de un pedido anual.
Estos fracasos o irregularidades fueron una fuente de enriquecimiento para muchos «aprovechados de la guerra» durante la Revolución y el Imperio, habiendo conservado la historia más particularmente entre ellos el nombre de Gabriel-Julien Ouvrard. Detenido por primera vez en 1800 bajo sospecha de mala práctica contable, fue arrestado de nuevo en 1809 por deuda impagada y condenado a tres años de prisión por su intento de negociar una paz secreta con Inglaterra para poner fin al Bloqueo Continental que tanto perjudicaba a los negocios. Sin embargo, esto no le impidió seguir siendo uno de los principales proveedores del ejército, de munición general a los ejércitos durante los Cien Días después de haber sido ya encargado de esta función por el ejército del País Vasco en abril de 1813. Uno de los grandes escándalos a los que su nombre sigue vinculado es el suministro de zapatos de cuero falso con suela de cartón en vísperas de la campaña rusa.1

Bajo el Consulado, la expedición de Saint Domingue  se inspiró en Bonaparte en los círculos empresariales y en el grupo de presión colonial, que incluía al segundo Cónsul Jean Jacques Régis de Cambacérès, antiguo abogado de los plantadores, al Consejero de Estado para los Asuntos Coloniales, Barbé-Marbois, y al plantador Malouet, cuyo fracaso acabó por privar a estos lobistas de los beneficios financieros que se esperaban de la empresa.

## Balance

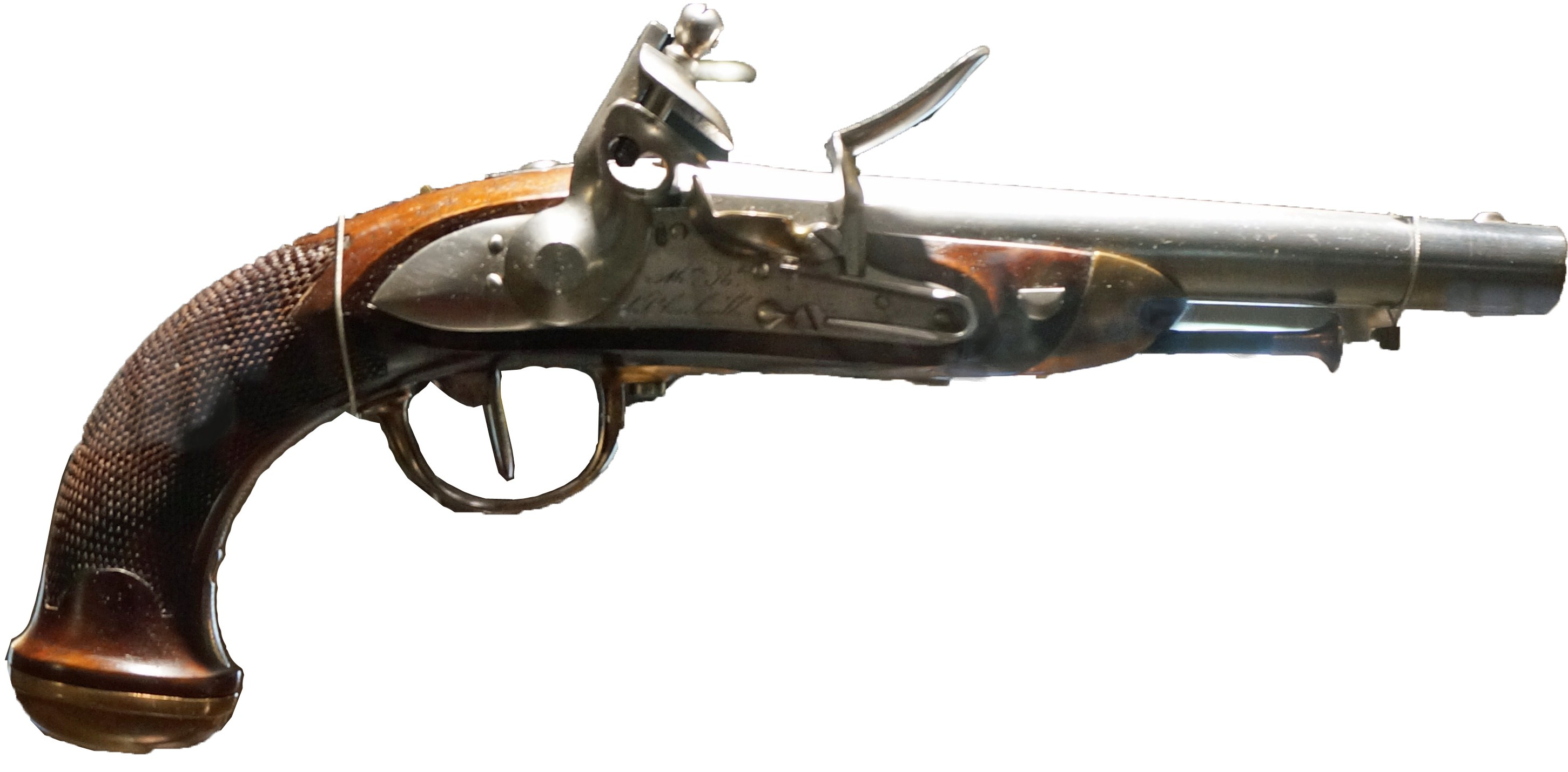
Pistola de caballería «modelo 1822», sistema de armas derivado del «sistema an IX». El soldado del ejército francés bajo la Restauración (Historia de Francia) permaneció muy cercano, con su uniforme, su equipo y su armamento, del de 1815.

En lo que respecta a la gestión de las necesidades, los recursos y los suministros de los ejércitos franceses, en la era napoleónica los ejércitos franceses se liberaron en primer lugar de los servicios de los proveedores de servicios civiles en el ámbito del transporte con la creación del cuerpo militar del Service du train. La reorganización de los departamentos encargados de la administración general y del economato —comisarios de guerra, etc.— sentó las bases para la formación de un verdadero servicio dedicado a las misiones logísticas: el comisariado militar fue creado por Luis XVIII por una orden del 29 de julio de 1817, al reunir en un único departamento a los ¡«comisarios de guerra»¡ y a los «inspectores de revistas» que a partir de entonces «combinaron las funciones de coordinador y de proveedor».
Sin embargo, a pesar de estas reformas, del rigor de gestores como Petiet o Daru y de las intervenciones personales de Napoleón en la organización de sus tareas y misiones y de la movilización de todos los recursos económicos disponibles, la administración de los ejércitos de Napoleón siguió sufriendo graves carencias que fueron más o menos la causa de graves reveses militares. El desastre de 1812 es sin duda la ilustración más edificante de esto: consciente de los problemas logísticos que iba a plantear la campaña rusa, «Napoleón hizo preparativos gigantescos en cuanto a las tiendas. Concentró una cantidad considerable de alimentos y municiones en Danzig, Glogau, Küstrin y Stettin. El servicio de transporte se incrementó y ordenó a las tropas que llevaran consigo provisiones para 24 días. Irónicamente, sin embargo, este fue su mayor fracaso, y a pesar de todos los preparativos meticulosos, el sistema de suministro se rompió». En 1814, los guardias nacionales que defendían París estaban armados con simples picas.
Los sistemas de armas adoptados bajo el Imperio (artillería, fusiles, ...) permanecieron en servicio hasta la Monarquía de Julio: así, el «fusil modelo IX» fue sustituido unos veinte años más tarde por un «modelo 1822» del que es solamente una versión rediseñada.
El período napoleónico, marcado de manera casi ininterrumpida durante diez años (1805-1815) por una situación de guerra, no tuvo sin embargo, la aparición de ningún complejo militar-industrial, el estado de desarrollo de la industria francesa no lo permitió: así, la Manufactura de Armas de Versalles, creada en el momento de la Revolución, cesa sus actividades en 1818. De hecho, hasta la década de 1850, la fabricación de armas de uso militar seguía siendo esencialmente artesanal y las fábricas se parecían más a un conjunto de talleres dispersos que a una factoría, un único lugar de producción con sus líneas de fabricación y montaje.

### Documentos históricos
- Napoléonmilitaire1 (1876).  E. Plon, ed. Correspondance militaire de Napoléon Ier 1.
- Napoléonmilitaire4 (1876).  E. Plon, ed. Correspondance militaire de Napoléon Ier 4.
- Napoléonmilitaire9 (1876).  E. Plon, ed. Correspondance militaire de Napoléon Ier 9.
- Napoléon21 (1858).  H. Plon, ed. Correspondance de Napoléon Ier 21.
- Monge, Gaspard (1794).  Imprimerie du Comité de Salut Public, ed. Description de l'art de fabriquer des canons. París.
- Bulletin (1810).  Imprimerie nationale, ed. Bulletin des lois de la République française. París.

### Aspectos financieros
- Gabillard, Jean (1953). «Le financement des guerres napoléoniennes et la conjoncture du Premier Empire». Revue économique (en francés) 4 (4): 548-572. Consultado el 7 de febrero de 2015.
- Branda, Pierre (2005). «Les finances et le budget de la France napoléonienne : la guerre a-t-elle payé la guerre ?». Revue du Souvenir Napoléonien (en francés) (457): 25-34. Consultado el 1 de marzo de 2015.

### Bloqueo continental
- Branda, Pierre (2007). «Les conséquences économiques du blocus continental». Revue du Souvenir Napoléonien (en francés) (472): 21-30. Consultado el 7 de febrero de 2015.
- Crouzet, François (1964). «Wars, blockade, and economic change in Europe. 1792-1815». Journal of Economic History (en inglés): 567-588..
- Hague, William (2005).  Harper Perennial, ed. William Pitt the Younger (en inglés). Londres. ISBN 978-0-00-714720-5.

### Política económica
- d'Ivernois, Francis (1814).  J.J. Paschoud Libraire, ed. Napoléon, administrateur et financier. París.
- Brun, Jean-François (1993). «L'économie militaire impériale à l'épreuve de la VIe coalition». Thèse de doctorat, A.N.R.T., Université de Lille III.

### Industria
- Cotty, Hermann (1806).  Magimel, Libraire pour l'art militaire, ed. Mémoire sur la fabrication des armes portatives de guerre.
- Mortal, Patrick (2007).  Les Presses Universitaires du Septentrion, ed. Les armuriers de l'État, du Grand siècle à la globalisation, 1665-1989 (en francés). Villeneuve-d'Ascq. ISBN 978-2-85939-991-7.
- Bennani, Maya; Decrock, Bruno; Griot, François; Marasi, Julien (2009).  Éditions Dominique Guéniot, ed. Patrimoine industriel des Ardennes (en francés). Langres. ISBN 978-2-87825-458-7.

### Caballos y armamento
- Bogros, Denis (1999).  Revue historique des armées, ed. Histoire du cheval de troupe de la cavalerie française 1515-1918.
- Brun, Jean-François (2007). «Le cheval dans la Grande Armée». Revue historique des armées (en francés) (249): 38-74. Consultado el 15 de marzo de 2015.
- Martin, Roger (1994). «Les chevaux sous le Premier empire». Revue du Souvenir Napoléonien (en francés) (395): 31-41. Consultado el 13 de abril de 2015.

### Economato de campaña
- Pigeard, Alain (1996). «Le service des vivres dans les armées du premier empire (1804-1815)». Annales historiques de la Révolution française (en francés) (303): 144-147. Consultado el 16 de marzo de 2015.
- Meigner, François-Xavier (2012). L’alimentation du soldat pendant la campagne de 1812. Fondation Napoléon.

### Varios
- Bergerot, Bernard (1991). Daru, intendant général de la Grande Armée (en francés). París: Bibliothèque Napoléonienne Tallandier. ISBN 978-2-235-02040-4.
- Arthur Lévy (1929).  Calmann-Lévy, ed. Un grand profiteur de guerre sous la Révolution, l’Empire et la Restauration, G.-J. Ouvrard. París.
- Henry Lachouque (1972).  Éditions Stock, ed. Waterloo 1815.
- Funcken, Liliane; Funcken, Fred (1968).  Casterman, ed. Les uniformes et les armes des soldats du Premier Empire,des régiments de ligne français aux troupes britanniques, prussiennes et espagnoles (en francés) 1. ISBN 978-2-203-14305-0.
- Funcken, Liliane; Funcken, Fred (1969).  Casterman, ed. Les uniformes et les armes des soldats du Premier Empire, de la garde impériale aux troupes alliées, suédoises, autrichiennes et russes 2. ISBN 978-2-203-14306-7.
- Pacaud, Fabien. Du cœur des volcans au fracas des combats : La compagnie de Réserve départementale du Puy-de-Dôme 1805 - 1814. Fondation Napoléon.
- Collectif (1993). «« Dossiers »».  En Hachette, ed. Axis, L'univers documentaire 4. París. pp. 28-33: « Le Premier Empire ». ISBN 978-2-245-02704-2.
- Carrot, Georges (2001). «Une force publique ambiguë».  En Éditions de l'Harmattan, ed. La Garde nationale (1789-1871) (en francés). París/Montreal (Quebec)/Budapest etc. ISBN 978-2-7475-0127-9.
- Ouvrard, Robert (2009).  Nouveau Monde Editions, ed. 1809, les Français à Vienne. Chronique d'une occupation. Bibliothèque Napoléon (en francés). París. ISBN 978-2-84736-402-6.